# Polícia Militar do Paraná
A Polícia Militar do Paraná (PMPR) integra o sistema de segurança pública e defesa social do Brasil, e tem por missão a preservação da ordem pública, o policiamento ostensivo e a execução de atividades de defesa civil no estado do Paraná, além de outras atribuições previstas na legislação federal e estadual. Seus integrantes, incluindo-se os membros do Corpo de Bombeiros do Paraná, são denominados militares dos Estados, e a corporação é força auxiliar e reserva militar do Exército Brasileiro.

## Surgimento das Polícias Militares no Brasil
A origem das polícias militares no Brasil remonta a Minas Gerais, onde já existia, desde o período colonial, uma estrutura de força militar com atribuições semelhantes às de policiamento e controle social. Em 1775, ocorreu uma reorganização militar na capitania com a criação do Regimento Regular de Cavalaria de Minas (RRCM), considerado a célula mater da Polícia Militar de Minas Gerais (PMMG). Essa reorganização substituiu os antigos terços por corpos auxiliares estruturados em regimentos, que passaram a atuar em funções internas, como patrulhamento e repressão. Destacava-se, entre suas principais atribuições, a proteção das rotas de escoamento do ouro pelas estradas reais até o litoral brasileiro, bem como a manutenção da ordem pública na capitania de Minas Gerais. Dessa forma, tal organização militar se consolidou como uma das mais antigas expressões de força policial estruturada no Brasil, sendo assim a polícia militar mais antiga do Brasil é a Polícia Militar de Minas Gerais. A legislação imperial também registra a criação de outras corporações policiais nas províncias, como em 1809 no Rio de Janeiro, 1818 no Pará, 1820 no Maranhão, 1825 na Bahia e Pernambuco, e em 1854 no Estado do Paraná.

## História
A Polícia Militar do Paraná foi criada como uma unidade de caçadores (um tipo de infantaria leve), pela Lei nº 7, de 10 de agosto de 1854, com a denominação de Companhia de Força Policial.

### Guerra do Paraguai

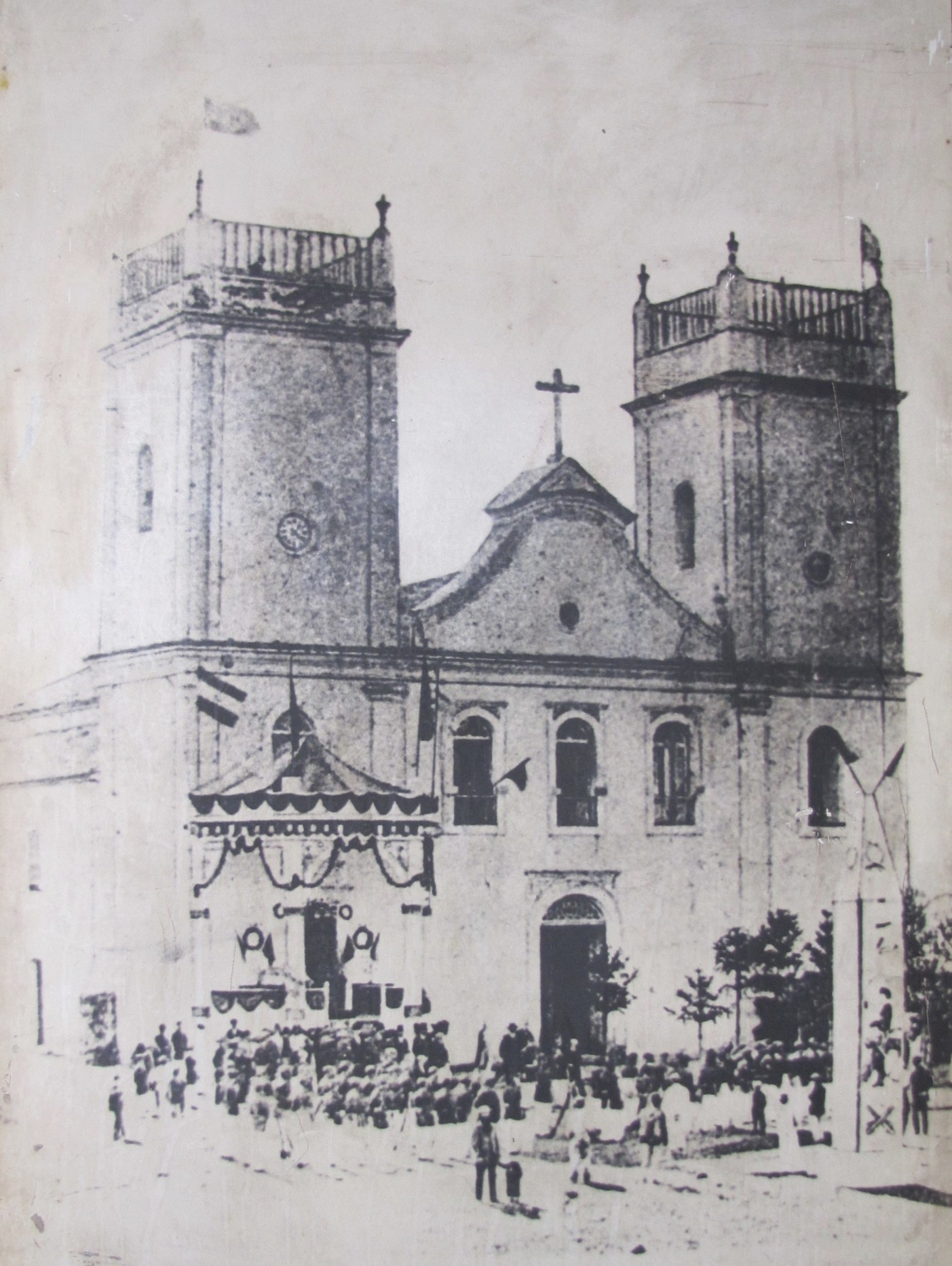
Recepção aos voluntários da pátria do Paraná, em frente à antiga Igreja Matriz de Curitiba, em abril de 1870.

A Companhia de Força Policial ainda não se encontrava completamente organizada, quando teve de ceder parte do efetivo para a composição dos Corpos de Voluntários da Pátria. De imediato foi formada uma companhia onde incluíram os primeiros policiais. Essa unidade seguiu para o Rio de Janeiro e foi incorporada ao 4º Corpo de Voluntários. A seguir os oficiais saíram em diligência para interior do Estado, para recrutar e formar um novo corpo militar; sendo reunido um efetivo apenas suficiente para completar três companhias. Essas companhias foram enviadas à cidade de Desterro (atual Florianópolis, SC) e reunidas a outras, organizadas em Santa Catarina, compondo o 25º Corpo de Voluntários. Em Uruguaiana, RS, as tropas brasileiras foram reorganizadas; sendo o 25º CVP incorporado ao 31º CVP (organizado com o Corpo Policial da Capital Federal). Esse Corpo destacou-se como uma das melhores unidades na Guerra do Paraguai, sendo uma das últimas a ser desmobilizada.
Principais combates: Batalha de Tuiuti (24 de maio de 1866); Batalha de Curuzu (1 de setembro de 1866); Batalha de Itororó (6 de dezembro de 1868); Batalha de Avaí (11 de dezembro de 1868); e Batalha de Lomas Valentinas (22, 25 e 27 de dezembro de 1868).

### Revolução Federalista

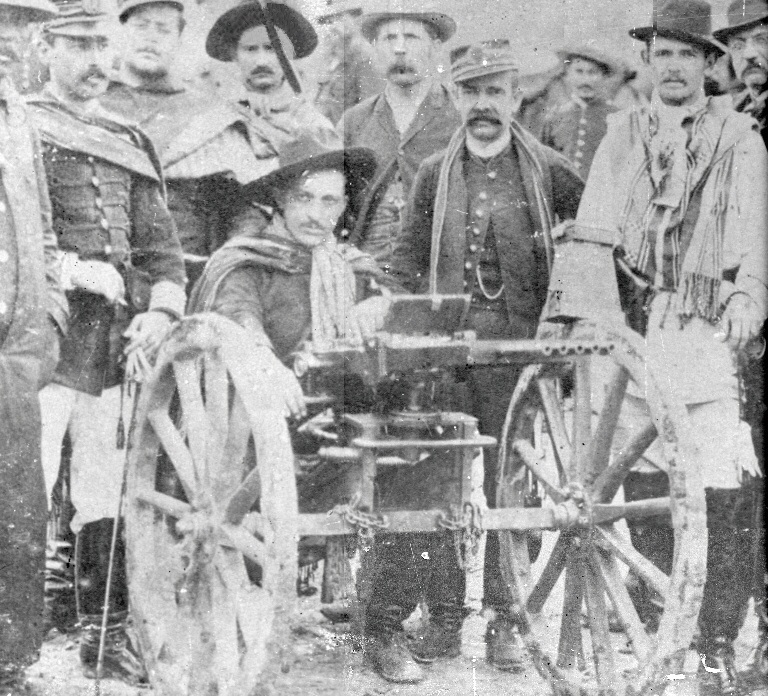
Coronel Candido Dulcídio Pereira em pé (militar com menor estatura) atrás de uma metralhadora Nordenfelt, Lapa, 1893/4.

Para fazer frente ao avanço dos federalistas, o Regimento de Segurança (PMPR) foi colocado à disposição do Ministério da Guerra, reunido ao 8.º Regimento de Cavalaria e o 17º Batalhão de Infantaria do Exército, sob o comando do General Francisco de Paula Argolo. Essa tropa deveria avançar sobre a cidade de Desterro, onde se concentravam os federalistas e os marinheiros sublevados da Revolta da Armada. Devido o iminente cerco por outras colunas móveis, o General Argolo decidiu recuar as tropas para Rio Negro, PR. Esse procedimento desagradou o Marechal Floriano Peixoto, levando-o a repassar o comando das tropas para o Coronel Antônio Ernesto Gomes Carneiro.
Nesse momento o Paraná já se encontrava sob ataque por diversas frentes. O Coronel Carneiro optou por criar uma linha de defesa concentrada nas cidades de Paranaguá, Tijucas do Sul e Lapa, até receber reforços de São Paulo. Esse reforço nunca chegou. E as tropas resistiram no Cerco da Lapa por vinte e seis dias a efetivos numericamente superiores. No dia 7 de fevereiro de 1894 ocorreu o mais violento combate, no qual foram mortos o Coronel Carneiro e o Coronel Dulcídio (comandante do Regimento de Segurança). Em 11 de fevereiro a praça de guerra capitulou. Mas a resistência não foi vã, pois retardou os revoltosos e permitiu a concentração das forças legalistas; contribuindo dessa forma para a manutenção do Governo Federal.
Principais combates: Combate de Rio Negro (16 de dezembro de 1893); Combate do Rio da Várzea (6 de dezembro de 1893); Combate do Cemitério da Lapa (22 de janeiro de 1894); Combate do Engenho da Lapa (24 de janeiro de 1894); e Combate do Dia Sete (7 de fevereiro de 1894).

### Guerra do Contestado

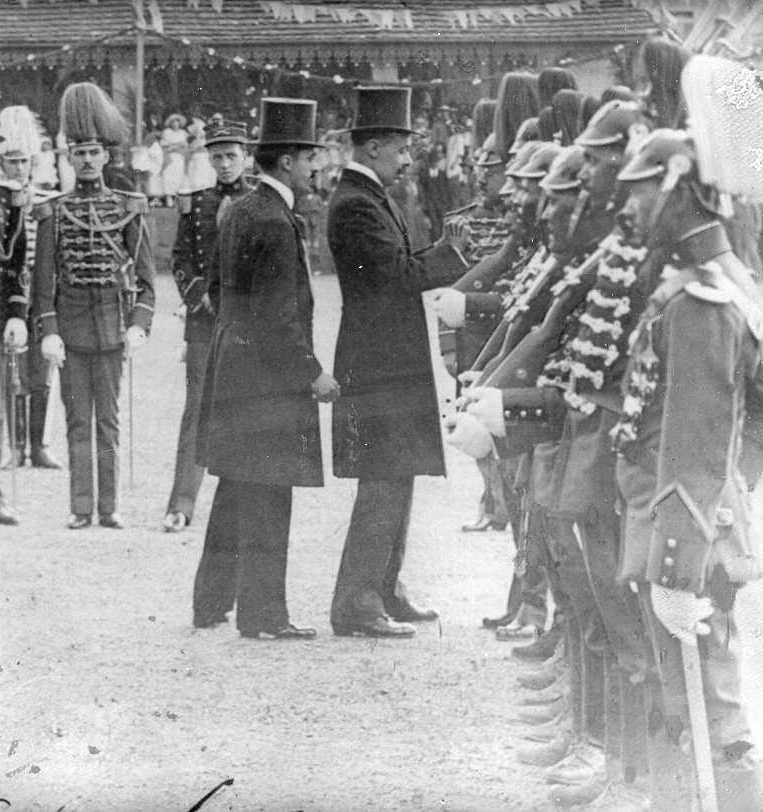
Combatentes do Regimento de Segurança em uniforme de gala, sendo condecorados pelo Presidente do Estado, Carlos Cavalcanti de Albuquerque. Quartel do Comando Geral, em 19 de dezembro de 1915.

A complexa abrangência do Conflito do Contestado ainda está por ser escrita de forma completa e imparcial.
A guerra civil deflagrou-se quando um movimento messiânico adentrou na região do Irani, área de litígio entre os Estados de Santa Catarina e Paraná. E com o intuito de afastar uma intervenção da União, o governo estadual enviou o Regimento de Segurança para resolver a situação de forma imediata e incisiva.
Acabaram ocorrendo graves divergências quanto ao emprego do efetivo, pois o Chefe de Polícia, cargo político que atualmente corresponde ao de Secretário de Segurança, desejava distribuir o efetivo pelas localidades circunvizinhas; assumindo uma posição defensiva. Entretanto, o Coronel João Gualberto, comandante do Regimento de Segurança, desejava avançar de imediato sobre os revoltosos, para prender seus líderes e dispersar seus seguidores. A tropa acabou sendo dividida, e apenas foi liberado um pequeno efetivo para o Coronel João Gualberto atingir seus desígnios.
Na localidade de Irani esse destacamento se defrontou com um elevado número de revoltosos, armados e dispostos à luta; ocorrendo um grande número de mortes e feridos. O confronto violento foi desastroso para ambos os lados, e desencadeou justamente o que se procurava evitar: uma intervenção federal.
As operações perduraram de 1912 a 1916. Em 1914, o efetivo da polícia militar que havia sido retirado do local sob o controle dos revoltosos, foi reunido e reforçado, constituindo um Batalhão Tático. Nessa fase a força estadual permaneceu sob o comando do Exército, intervindo apenas em apoio às operações.
Principais combates: Combate do Irani (22 de outubro de 1912); Combate da Estiva (6 de setembro de 1914); Combate de Catanduvas (18, 20 e 28 de novembro de 1914); Combate de Queimados (30 de novembro de 1914); e Combate do Reduto Tavares (7 de janeiro de 1915).

### Revolta de 1924

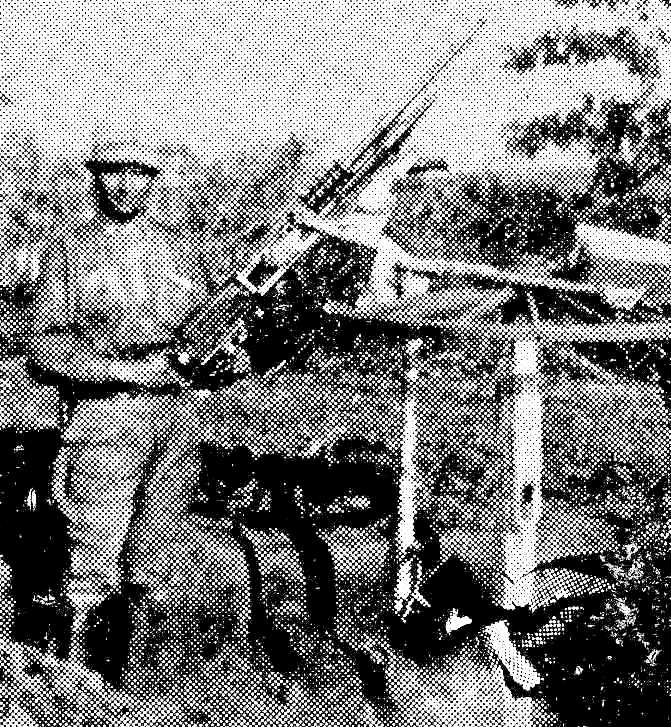
Combatente da PMPR armado com uma metralhadora Hotchkiss, sobreposta a um suporte improvisado com uma roda de carroça para a defesa antiaérea, Guapiara, agosto de 1932.

As operações nesse conflito desenvolveram-se em duas fases:
Primeira fase
A Força Militar do Estado foi mobilizada e incorporada ao Exército; sendo transportada por trem para o Estado de São Paulo; onde participou dos confrontos na região das cidades de Ourinhos, Botucatu e Itu.
Segunda fase
Os amotinados da cidade de São Paulo retiraram-se para o oeste do Paraná (Coluna Paulista - 3.000 homens e 14 canhões), procurando se unirem aos do Estado do Rio Grande do Sul (Coluna Gaúcha - 1.500 homens). A FM retornou ao Paraná (14 de setembro) até a cidade de Irati, onde foi reequipada; partindo então em direção oeste. Atuando ativamente nos combates da Serra dos Medeiros e Catanduvas, dentre outros.
Em março de 1925, quatrocentos rebeldes se renderam em Catanduvas. Os sobreviventes das colunas rebeldes (1.500 homens) se uniram em Santa Helena (abril de 1925), e através do Paraguai (Porto Adela), deslocaram-se para o Estado do Mato Grosso; dando início à conhecida Coluna Prestes. E em maio de 1925 o Governo Federal desmobilizou as tropas, dando as operações por encerradas, porém, para a PMPR os combates estenderam-se até 1927, desbaratando bandos armados independentes que permaneceram agindo na região.
Principais combates: Combate de Botucatu (1 de agosto de 1924); Combate de Santo Anastácio (3 de setembro de 1924); Combate de Cuiuá (10 de setembro de 1924); Combate de Porto Epitácio (11 de setembro de 1924); Combate da Serra de Medeiros (15 de novembro de 1924); Combate de Belarmino (16 de novembro de 1924); Combate da Picada dos Valérios (9 de dezembro de 1924); Combate de Catanduvas (de 11 a 16 de janeiro de 1925); e Combate de Sítio (28 de fevereiro de 1925).

### Revolução de 1930
No Paraná a adesão à revolta foi espontânea; sendo o governo estadual assumido por uma Junta Militar, chefiada pelo General Mário Alves Monteiro Tourinho (ex-comandante da PMPR). As tropas revolucionárias vindas do Rio Grande do Sul reuniram-se às do Paraná, e postaram-se diante da cidade de Itararé, SP. Quando a ofensiva estava pronta a se iniciar, o Governo Federal foi deposto no Rio de Janeiro, evitando dessa forma o confronto. O 1º Batalhão de Infantaria da PMPR foi incorporado como 3º Batalhão do 13º Regimento de Infantaria do Exército (atual 13º BIB); e seguiu para Rio de Janeiro (1 de novembro), para garantir a posse do governo revolucionário.
Principais combates: Combate de Sengés (12 de outubro); Combate da Capela da Ribeira (14 de outubro); Combate da Fazenda Morungava (16 de outubro); e Combate de Itararé (19 de outubro).

### Revolução de 1932
A PMPR foi incorporada ao Exército Sul, constituindo a chamada Coluna Plaisant; destacando-se na tomada de diversos redutos.
Principais combates: Combate da Capela da Ribeira (19 de julho); Combate de Apiaí (3 de agosto); Combate de Guapiara (12 de agosto); Combate de Xiririca (15 de agosto); e Combate do Rio das Almas (9 de setembro).

## Polícia Cidadã

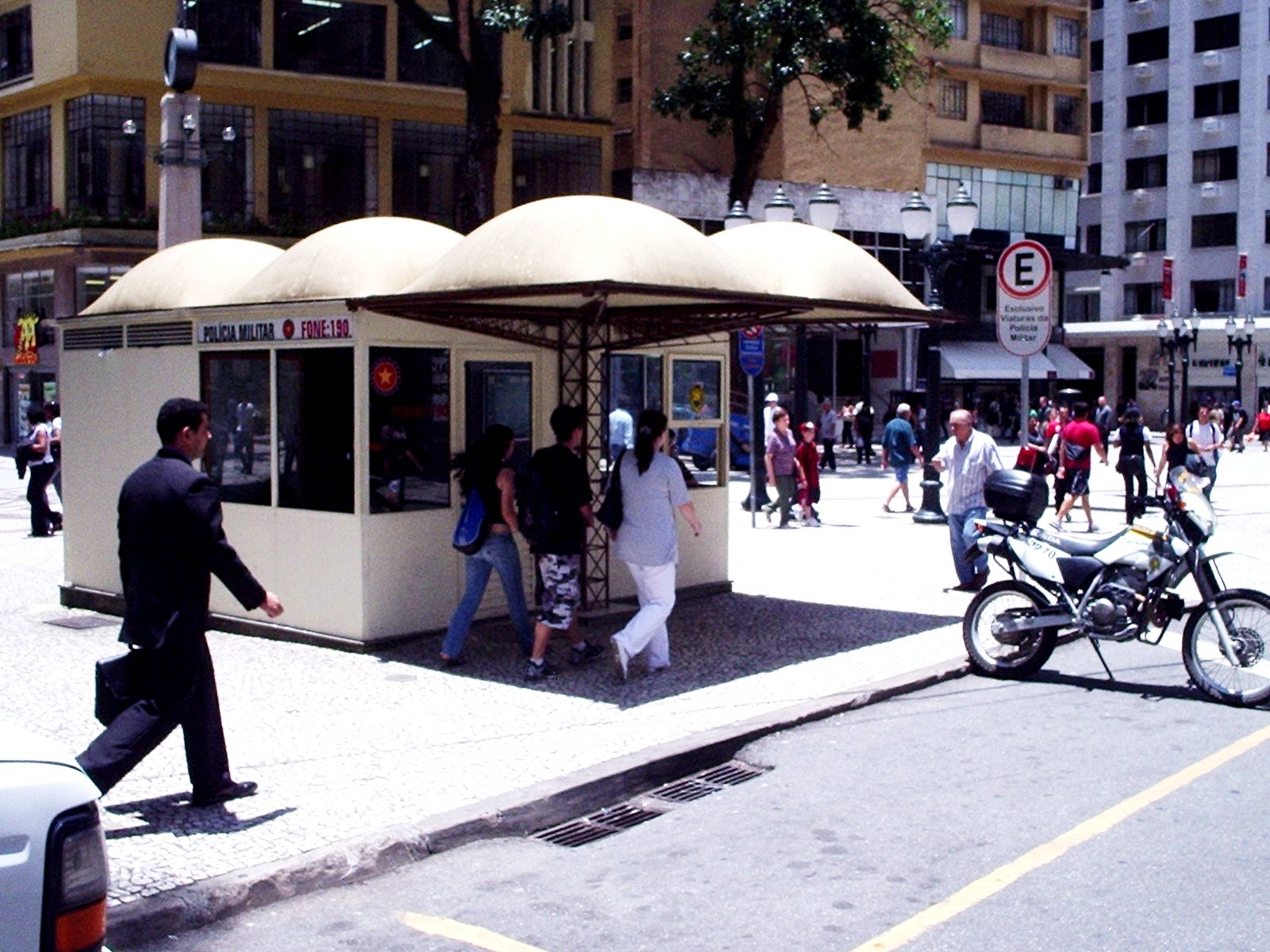
Posto policial de Policiamento Modular da praça General Osório, centro de Curitiba

Com o fim do Estado Novo foi dado um novo direcionamento de emprego para a Polícia Militar. A Corporação até então demasiado voltada para a proteção do Estado, passou a ser prioritariamente orientada para a segurança do cidadão. Foram diversificadas suas atividades e criados novos serviços especializados; progressivamente, desenvolvendo a configuração que possui nos dias atuais.
- Policiamento Montado
- Policiamento de Trânsito
- Policiamento Rodoviário
- Policiamento Ambiental
- Policiamento Cosme e Damião
- Rondas Ostensivas de Natureza Especial (RONE)
- Patrulha Rural
- Policiamento Rádio Patrulha
- Policiamento Portuário
- Policiamento Modular
- Policiamento Feminino
- Policiamento Comunitário
- Rondas Ostensivas Tático Móvel (ROTAM)
- Patrulha Costeira (9º BPM)
- Policiamento Ostensivo Volante
- Policiamento Escolar
- Policiamento Aéreo
- Policiamento de Fronteiras
- Rondas Ostensivas com Apoio de Motocicletas (ROCAM)
- Policiamento com Cães

## Estrutura da Polícia Militar do Paraná
A PMPR está estruturada em Órgãos de Direção, de Apoio e de Execução.

### Órgãos de Direção
Os Órgãos de Direção realizam o comando e a administração da Corporação, competindo-lhes incumbir-se do planejamento em geral, visando à organização, às necessidades em pessoal e em material e ao emprego da PMPR para o cumprimento de suas missões; acionar, por meio de diretrizes e ordens, os Órgãos de Apoio e os de Execução; bem como, coordenar, controlar e fiscalizar a atuação desses mesmo órgãos.
Os Órgãos de Direção são constituídos pelo:

#### Comandante-Geral
O Comandante-Geral tem precedência hierárquica e funcional sobre todos os demais oficiais, e é o responsável pelo Comando e administração da PMPR.

#### Subcomandante-Geral
O Subcomandante-Geral é o substituto imediato do Comandante-Geral nos seus impedimentos. Ele também exerce a função de coordenador operacional da Corporação. O substituto eventual do Subcomandante-Geral, em caso de afastamento temporário, é o Chefe do Estado-Maior, e no impedimento ou ausência deste, outro coronel designado pelo Comandante-Geral, através de portaria publicada em Boletim Geral.

#### Estado-Maior
O Estado-Maior é o órgão de direção geral responsável, perante o Comandante-Geral, pelo planejamento estratégico da Corporação; cabendo-lhe a elaboração de diretrizes e ordens do Comando-Geral no acionamento dos órgãos de direção setorial e de execução no cumprimento de suas missões.
O Estado-Maior da PMPR é composto das seguintes Seções:
- 1ª Seção (PM/1) - assuntos relativos a pessoal e legislação;
- 2ª Seção (PM/2) - atividades de inteligência;
- 3ª Seção (PM/3) - assuntos relativos à operações, ensino e instrução, bem como pelos estudos, doutrina e pesquisas relativas à preservação da ordem pública, polícia ostensiva e padronização de procedimentos operacionais da PMPR;
- 4ª Seção (PM/4) - assuntos relativos à logística;
- 5ª Seção (PM/5) - atividades de comunicação social, relacionamento com a mídia e pelo cerimonial da PMPR;
- 6ª Seção (PM/6) - assuntos relativos ao planejamento administrativo de orçamentação.

#### Corregedoria-Geral
Em 2010, a Corregedoria-Geral (COGER) substituiu a antiga Seção de Justiça e Disciplina da Diretoria de Pessoal. A COGER da PMPR é o órgão técnico, subordinado ao Comandante-Geral, com atuação em todo o Estado; cuja finalidade é: assegurar a correta aplicação da lei; padronizar os procedimentos de Polícia Judiciária Militar; padronizar os processos e procedimentos administrativos; realizar correições, fiscalizações; garantir a preservação dos princípios da hierarquia e disciplina na Corporação; assegurar a fiel observância da lei e o perfeito cumprimento das ordens emanadas das autoridades constituídas; atender aos princípios norteadores dos direitos humanos; garantir a adequada execução da atividade policial; e aperfeiçoar o sistema de controle do público interno.
Para fins administrativos, a COGER possui Subcorregedorias em Londrina, Maringá e Cascavel.

### Órgãos de Apoio
Os Órgãos de Apoio atendem às necessidades de pessoal, de animais (equinos e canídeos) e de material de toda a PMPR, atuando em cumprimento das diretrizes e ordens dos Órgãos de Direção. As Diretorias são órgãos de direção setorial, estruturadas sob a forma de sistemas para as atividades de pessoal, de ensino e pesquisa, de saúde, de logística, de finanças e do desenvolvimento tecnológico e qualidade.
Diretoria de Pessoal - DP

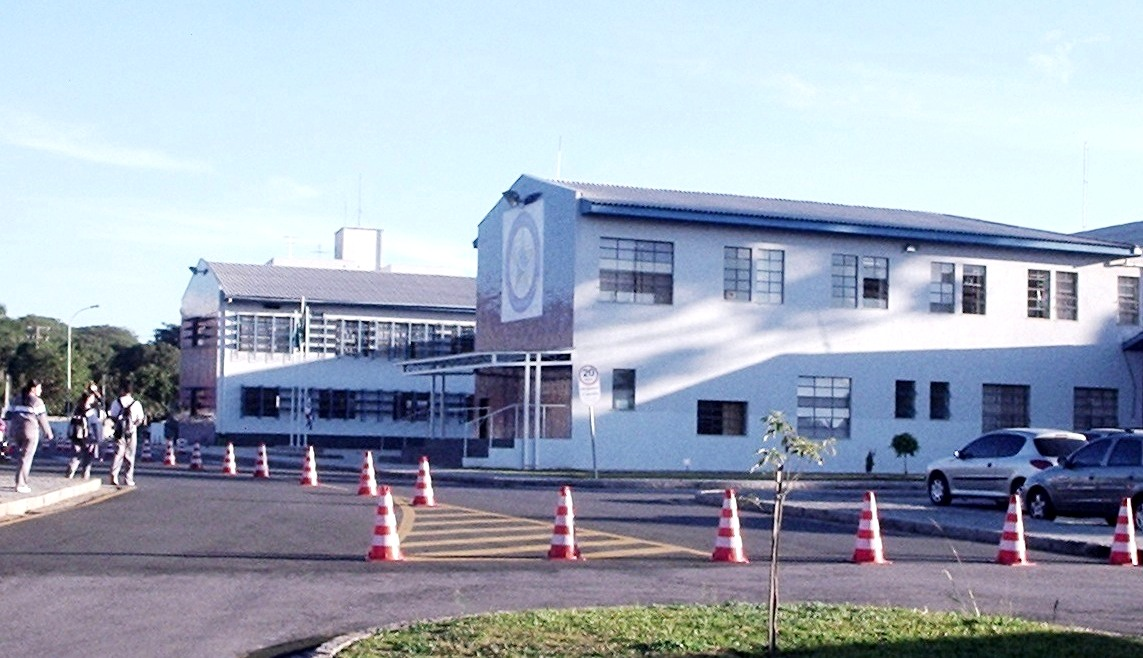
Colégio da Polícia Militar - 2009.

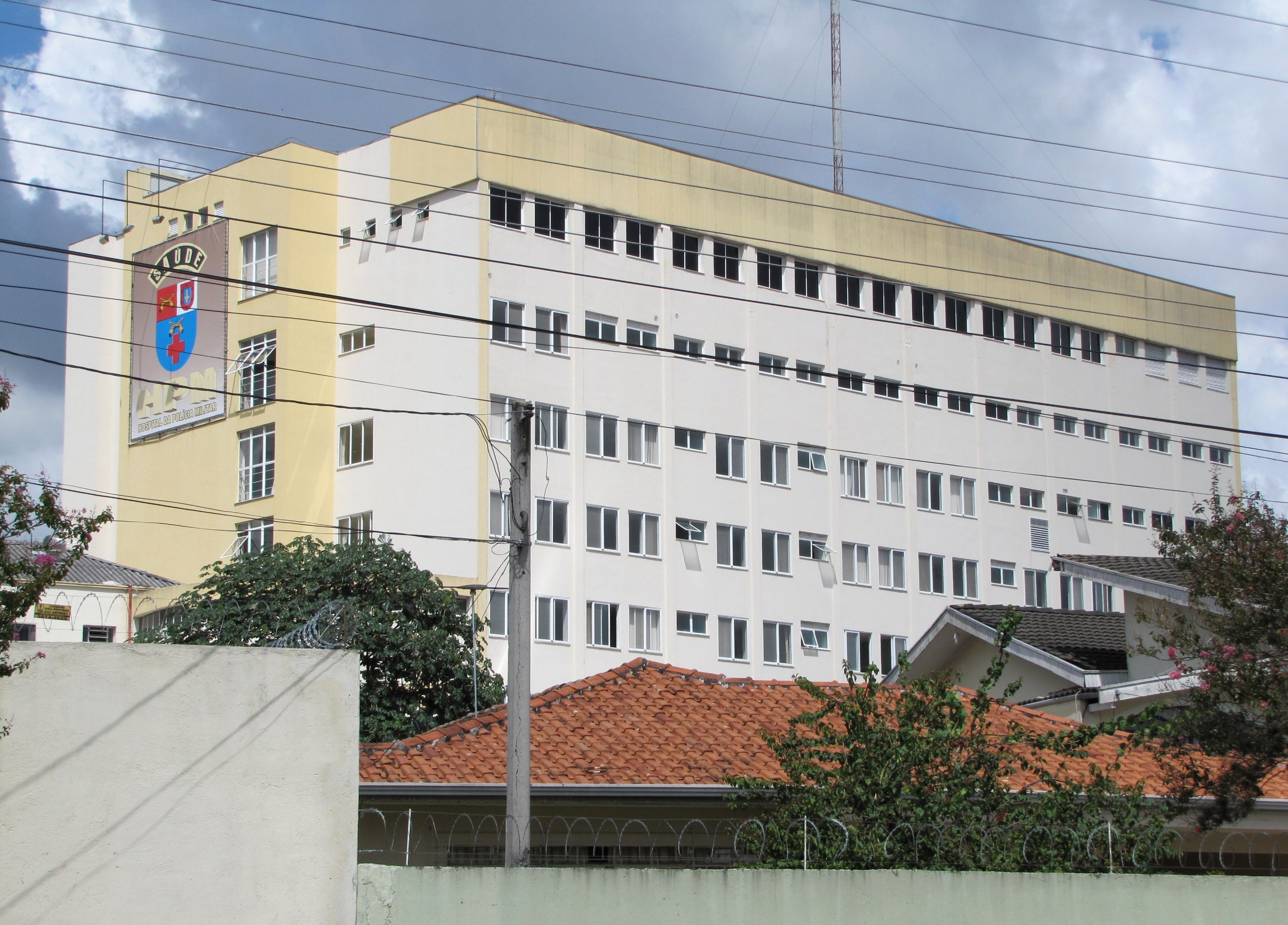
Hospital da Polícia Militar do Paraná.

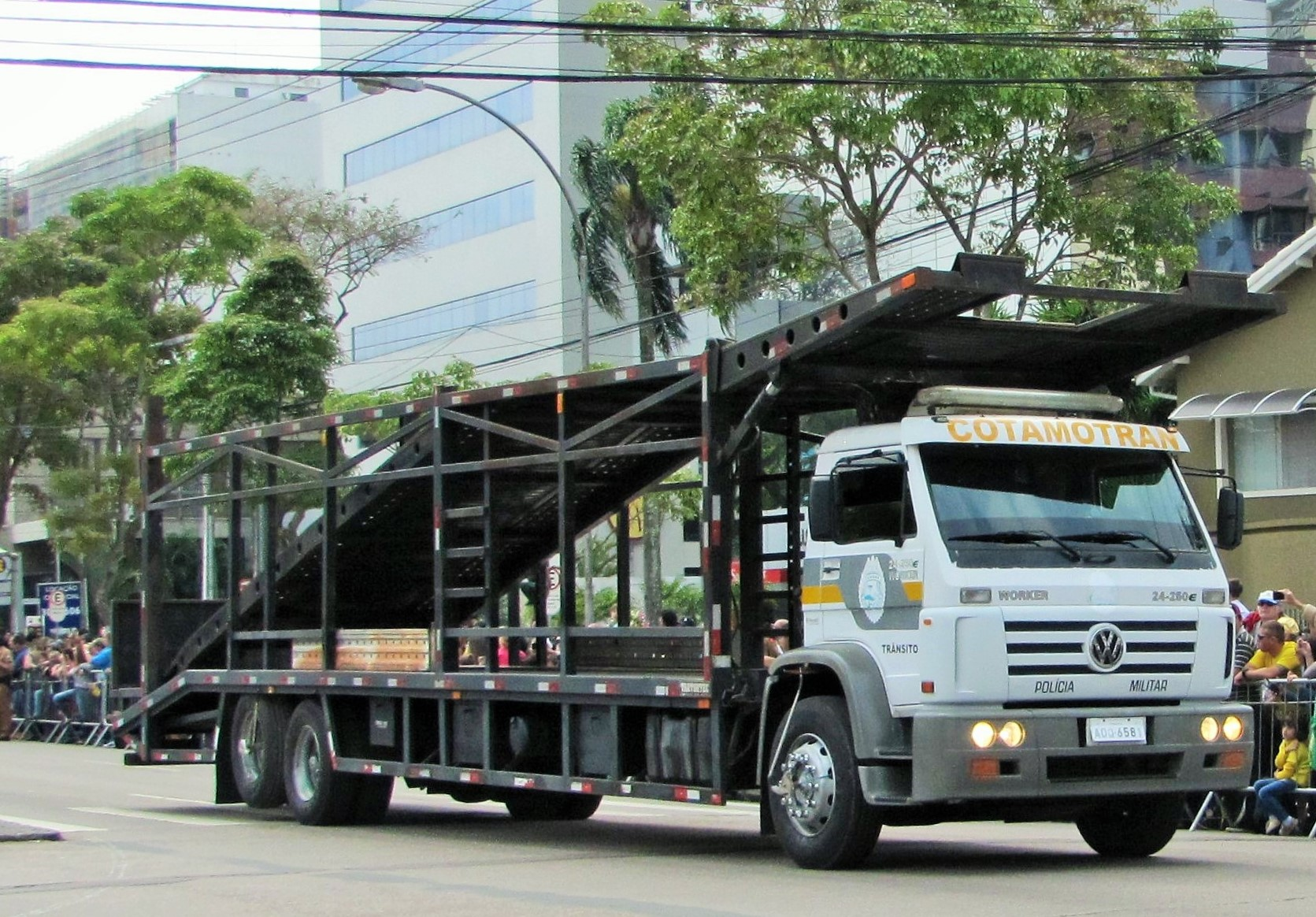
Viatura para transporte de veículos.

- CRS - Centro de Recrutamento e Seleção
- Seção de Inativos (reserva militar e aposentados) e Pensionistas (familiares civis)
- Seção de Implantação (pedidos de ajuda de custo, transporte e mudança, prêmio especial de arma, gestor de delegacia, cálculos de atrasados, corte do redutor salarial, etc.)
- Setor de Identificação

Diretoria de Ensino e Pesquisa - DEP
- APMG (Academia Policial Militar do Guatupê) - São José dos Pinhais
- EsFAEP I - São José dos Pinhais
- EsFAEP II (Escola de Formação, Aperfeiçoamento e Especialização de Praças) - Londrina
- CEI (Centro de Ensino e Instrução), organicamente vinculado ao Corpo de Bombeiros - Pinhais
- CEFID (Centro de Educação Física e Desportos) - Curitiba
- CPM (Colégios da Polícia Militar) - 1° CPM (Curitiba), 2° CPM (Londrina) e 3° CPM (Maringá).

Diretoria de Saúde - DS
- HPM - Hospital da Polícia Militar
- COPM - Centro Odontológico da Polícia Militar
- JM/PM - Juntas Médicas da Polícia Militar
- CVPM - Centro Veterinário da Polícia Militar
- CeTe/PM - Centro Terapêutico da Polícia Militar
- UBS - Unidades Básicas de Saúde das OPMs

Diretoria de Apoio Logístico - DAL
- CSM/I - Centro de Suprimento e Manutenção de Intendência
- CSM/MB - Centro de Suprimento e Manutenção de Material Bélico
- CSM/O - Centro de Suprimento e Manutenção de Obras

Diretoria de Finanças - DF
Diretoria de Desenvolvimento Tecnológico e Qualidade - DDTQ
Diretoria de Polícia Comunitária de Direitos Humanos - DPCDH

#### Gabinete do Comandante-Geral
Ao Gabinete do Comandante-Geral compete:
- Assistência direta ao Comandante-Geral no trato e apreciação de assuntos institucionais;
- Recepção, o estudo e a triagem dos expedientes encaminhados ao Comandante-Geral;
- Transmissão e o controle da execução das ordens emanadas do Comandante-Geral;
- Coordenação dos serviços de Ajudância de Ordens do Comandante-Geral;
- Executar e controlar as atividades relacionadas com a administração financeira, contabilidade, material e aprovisionamento do Comando-Geral.

#### Comissões
Existem em caráter permanente, as seguintes comissões na PMPR:
- Comissão de Promoções de Oficiais;
- Comissão de Promoções de Praças;
- Comissão de Mérito.

A critério do Comandante-Geral, mediante Portaria, poderão ser constituídas outras comissões, de caráter temporário.

#### Conselho Econômico e Financeiro
O Conselho Econômico e Financeiro (CEF), composto por um conselho diretor, presidido pelo Comandante-Geral, e por um conselho fiscal, presidido pelo Corregedor-Geral, terá por finalidade aplicar os recursos destinados à aquisição de fardamento para os militares estaduais.

#### Assessorias Militares
Poderão ser organizadas, por ato do Chefe do Poder Executivo e mediante proposta do Comandante-Geral, Assessorias Militares em outros órgãos do Executivo ou de outros Poderes.

#### Consultoria Jurídica
A Consultoria Jurídica é o órgão que presta assessoramento direto ao Comando-Geral, competindo-lhe o estudo de questões de direito compreendidas na política de administração geral da PMPR, exames de aspectos de legalidade dos atos e normas que lhe forem submetidos à apreciação e demais atribuições que venham a ser previstas em regulamentos.

### Órgãos de Execução
Os Órgãos de Execução são constituídos pelas unidades operacionais da corporação, as quais realizam as atividades-fim da Polícia Militar do Paraná. Essas unidades estão subdivididas em unidades de polícia militar e de bombeiro militar. As unidades de polícia militar são operacional e administrativamente subordinadas aos Comandos Regionais de Polícia Militar (CRPM); os quais são responsáveis, perante o Subcomandante-Geral, pela preservação da ordem pública e pelo cumprimento das missões policiais-militares em suas respectivas circunscrições territoriais.

#### Unidades Operacionais da PMPR

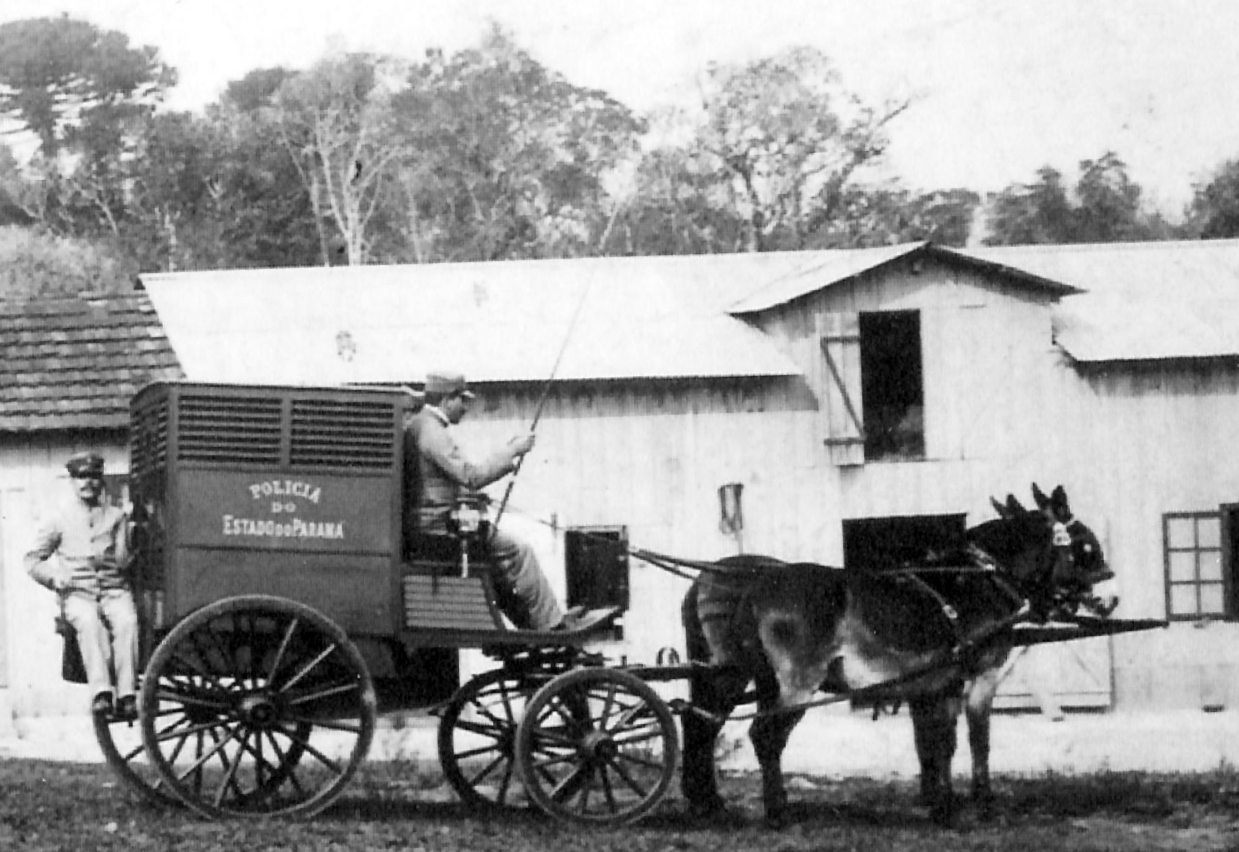
Transporte de presos - 1909.

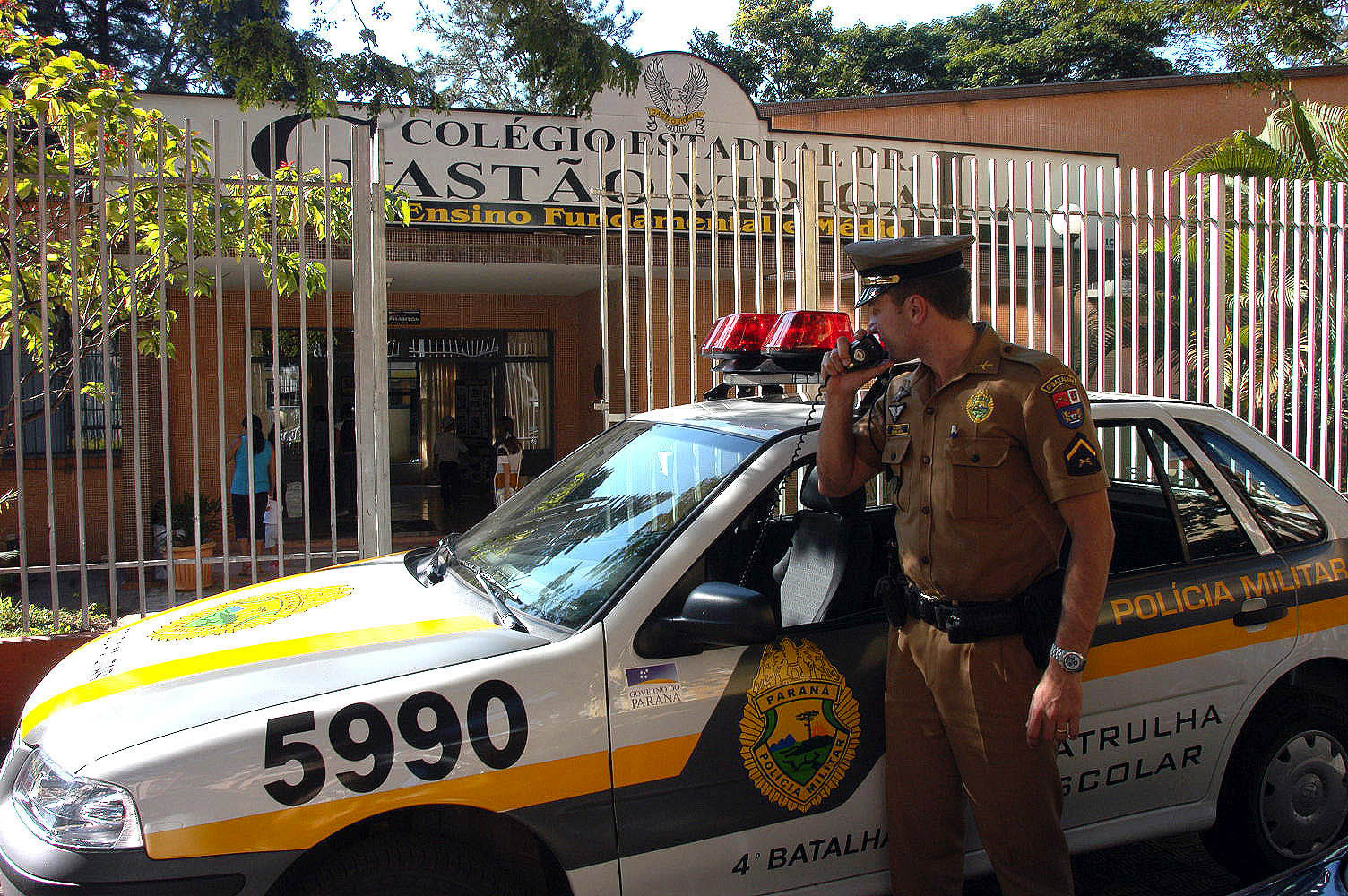
Patrulha Escolar - 2008.

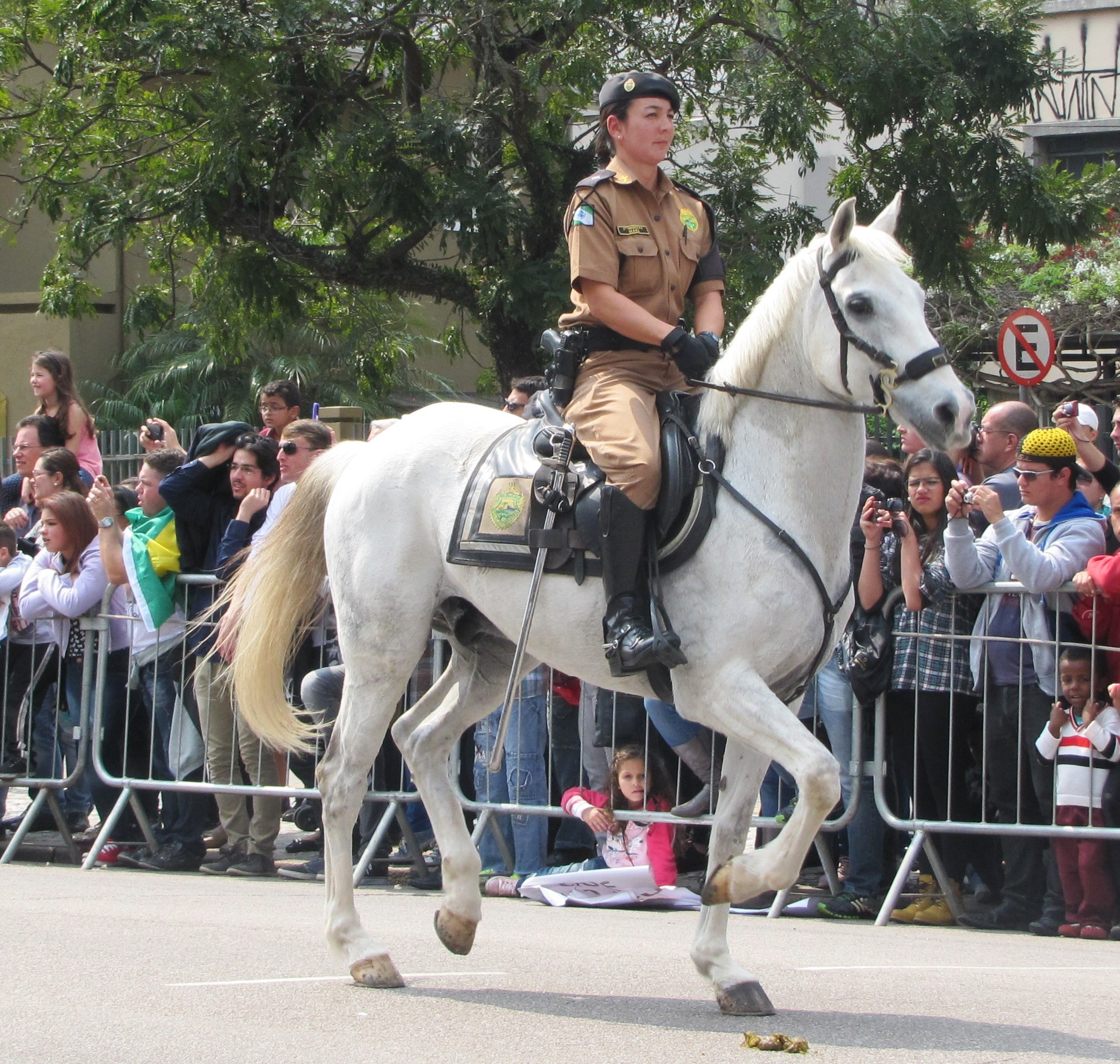
Policial feminina - 2015.

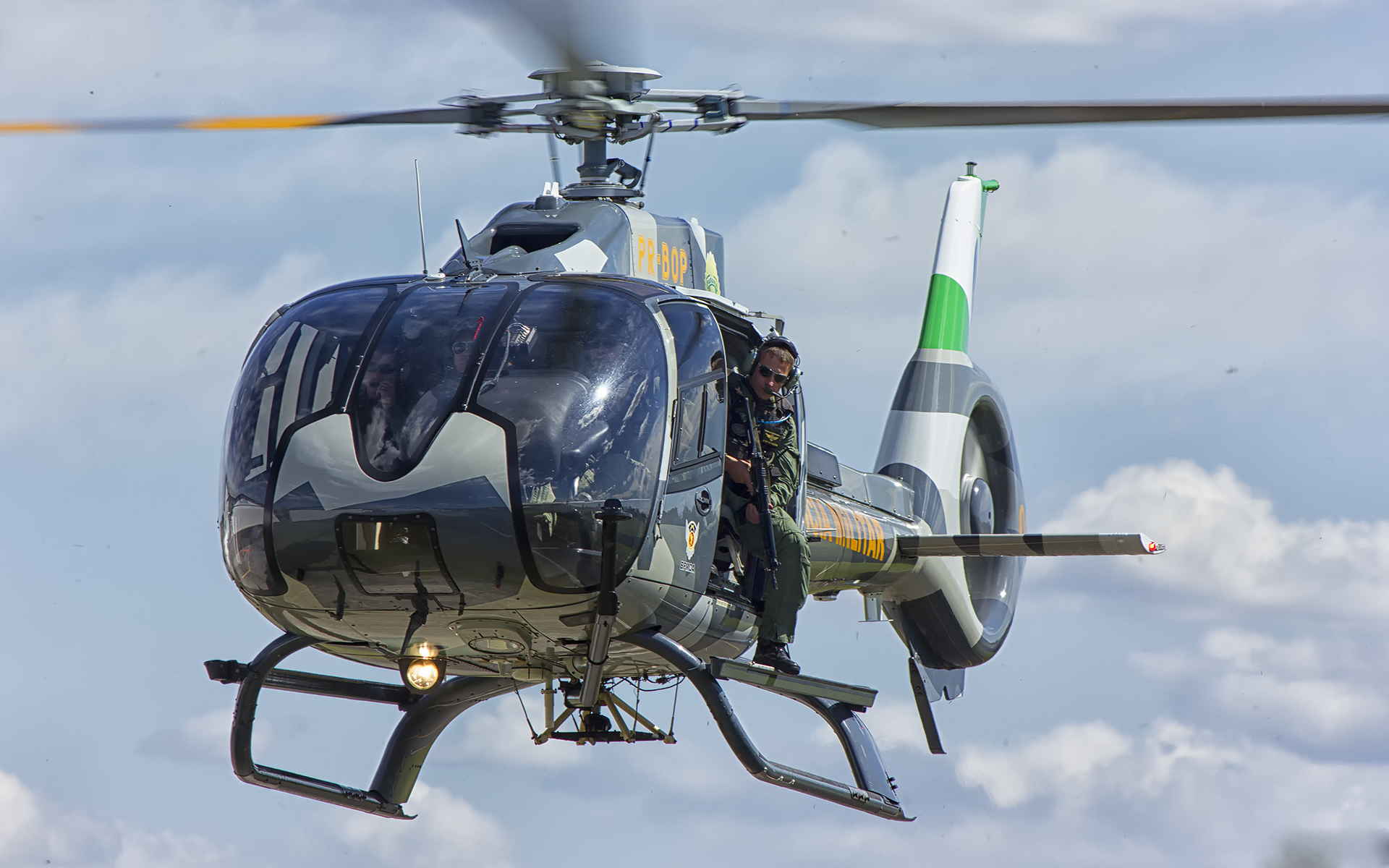
Helicóptero do BPMOA - 2016.

- 1º Batalhão de Polícia Militar - Ponta Grossa;
- 2º Batalhão de Polícia Militar - Jacarezinho;
- 3º Batalhão de Polícia Militar - Pato Branco;
- 4º Batalhão de Polícia Militar - Maringá;
- 5º Batalhão de Polícia Militar - Londrina (zona sul, zona leste e oeste em conjunto com o 30º BPM e Tamarana); [12]
- 6º Batalhão de Polícia Militar - Cascavel;
- 7º Batalhão de Polícia Militar - Cruzeiro do Oeste;
- 8º Batalhão de Polícia Militar - Paranavaí;
- 9º Batalhão de Polícia Militar - Paranaguá;
- 10º Batalhão de Polícia Militar - Apucarana;
- 11º Batalhão de Polícia Militar - Campo Mourão;
- 12º Batalhão de Polícia Militar - Curitiba (região centro/noroeste);
- 13º Batalhão de Polícia Militar - Curitiba (região sul);
- 14º Batalhão de Polícia Militar - Foz de Iguaçu;
- 15º Batalhão de Polícia Militar - Rolândia;
- 16º Batalhão de Polícia Militar - Guarapuava;
- 17º Batalhão de Polícia Militar - São José dos Pinhais;
- 18º Batalhão de Polícia Militar - Cornélio Procópio;
- 19º Batalhão de Polícia Militar - Toledo;
- 20º Batalhão de Polícia Militar - Curitiba (região leste/nordeste);
- 21º Batalhão de Polícia Militar - Francisco Beltrão;
- 22º Batalhão de Polícia Militar - Colombo;[13]
- 23º Batalhão de Polícia Militar - Curitiba (região sudoeste);[13]
- 25º Batalhão de Polícia Militar - Umuarama;
- 26º Batalhão de Polícia Militar - Telêmaco Borba;[14]
- 27º Batalhão de Polícia Militar - União da Vitória;[15]
- 28º Batalhão de Polícia Militar - Lapa;[16]
- 29º Batalhão de Policia Militar - Piraquara;[17]
- 30º Batalhão de Policia Militar - Londrina (zona norte, parte da zona leste e oeste em conjunto com o 5º BPM);[18]
- 31º Batalhão de Policia Militar - Assis Chateaubriand;[19]
  - 3ª Companhia Independente de Polícia Militar - Loanda;
  - 4ª Companhia Independente de Polícia Militar - Londrina;
  - 5ª Companhia Independente de Polícia Militar - Cianorte;
  - 6ª Companhia Independente de Polícia Militar- Ivaiporã;
  - 7ª Companhia Independente de Polícia Militar - Arapongas;
  - 8ª Companhia Independente de Polícia Militar - Irati;
  - 9ª Companhia Independente de Polícia Militar - Colorado.[16]
  - 10ª Companhia Independente de Policia Militar - Laranjeiras do Sul; [20]
  - 11ª Companhia Independente de Policia Militar - Cambé;[21]
  - 12ª Companhia Independente de Policia Militar - Palmas; [22]

#### Unidades Especializadas
- RPMon - Regimento de Polícia Montada;
- BPTran - Batalhão de Polícia de Trânsito;
- BPAmb FV - Batalhão de Polícia Ambiental - Força Verdel;[23]
- BPRv - Batalhão de Polícia Rodoviária;[23]
- BPGd - Batalhão de Polícia de Guarda (Atualmente denominado como 29º Batalhão de Policia Militar);
- BPEC - Batalhão de Patrulha Escolar Comunitária;[23]
- BOPE - Batalhão de Operações Especiais;
- BPChoque - Batalhão de Polícia de Choque;
- CIROCAM - Companhia Independente de Rondas Ostensivas com Aplicação de Motocicletas;
- BPMOA - Batalhão de Polícia Militar de Operações Aéreas;[24]
- BPFron - Batalhão de Polícia de Fronteira;[13]

Estas unidades estão sob a administração do Comando de Policiamento Especializado (CPE), criado pelo Decreto-Estadual 8474, de 30 de agosto de 2021.

## Corpo de Bombeiros Militares
O Corpo de Bombeiros do Paraná é um Comando Intermediário da PMPR; cuja missão consiste na execução de atividades de defesa civil, prevenção e combate a incêndio, buscas, salvamentos e socorros públicos. A corporação foi criada em 1912, com completa autonomia nos moldes da Brigada de Sapeurs-pompiers de Paris.
Em 1917 foi realizado um acordo entre o Estado e a União, e as forças militares dos Estados passaram a ser consideradas reserva militar do Exército Nacional; sendo o Corpo de Bombeiros anexado à Polícia Militar.
Em 1928 o Corpo de Bombeiros readquiriu a autonomia, mas foi reconvocado nas revoluções de 1930 e 1932; na qual teve ativa participação nos combates na região litorânea.
Com a promulgação de uma nova Constituição em 1946, a legislação federal passou a permitir que os Corpos de Bombeiros voltassem a ser reintegrados às PMs. No Paraná o CB voltou a ser incorporado à PMPR em 1948, porém, usufruindo de total autonomia técnica, administrativa e financeira.

### Estrutura Operacional

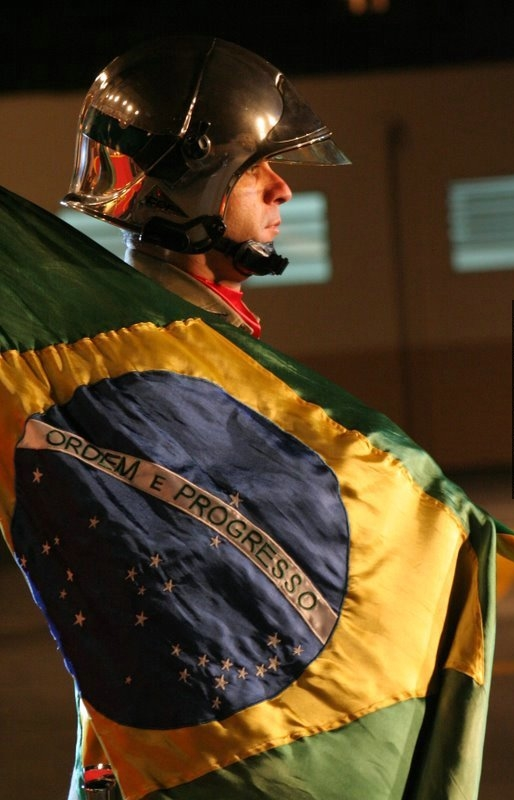
Porta-bandeira.

- 1º Grupamento de Bombeiros - Curitiba (Região Sul);
- 2º Grupamento de Bombeiros - Ponta Grossa;
- 3º Grupamento de Bombeiros - Londrina;
- 4º Grupamento de Bombeiros - Cascavel;
- 5º Grupamento de Bombeiros - Maringá;
- 6º Grupamento de Bombeiros - São José dos Pinhais;
- 7º Grupamento de Bombeiros - Curitiba (Região Norte);
- 8º Grupamento de Bombeiros - Paranaguá;
- 9º Grupamento de Bombeiros - Foz de Iguaçu;
- 10º Grupamento de Bombeiros - Francisco Beltrão;
- 11º Grupamento de Bombeiros - Apucarana;
- 12º Grupamento de Bombeiros - Guarapuava;
  - 1º Subgrupamento de Bombeiros Independente - Ivaiporã;
  - 2º Subgrupamento de Bombeiros Independente - Pato Branco;
  - 6º Subgrupamento de Bombeiros Independente - Umuarama;
  - 7º Subgrupamento de Bombeiros Independente - Santo Antônio da Platina;
  - 8º Subgrupamento de Bombeiros Independente - Cianorte;
  - 9º Subgrupamento de Bombeiros Independente - Paranavaí;
  - 10º Subgrupamento de Bombeiros Independente - Irati;
  - Grupo de Operações de Socorro Tático - Curitiba.

## Missão da Polícia Militar do Paraná
A Polícia Militar do Paraná é uma instituição permanente, força auxiliar e reserva do Exército Brasileiro, organizada com base na hierarquia e na disciplina, destina-se à preservação da ordem pública, à polícia ostensiva, à execução de atividades de defesa civil, além de outras atribuições previstas na legislação federal e estadual.
Compete à PMPR, além de outras atribuições estabelecidas em leis peculiares ou específicas:
- Exercer com exclusividade a polícia ostensiva, fardada, planejada pela autoridade policial-militar competente, ressalvadas a competência das Forças Armadas, a fim de assegurar o cumprimento da lei, a preservação da ordem pública e o exercício dos poderes constituídos;
- Atuar preventivamente, como força de dissuasão, e repressivamente, em caso de perturbação da ordem, precedendo o eventual emprego das Forças Armadas;
- Atender à convocação, inclusive mobilização, do Governo Federal;
- Realizar serviços de busca, salvamento, prevenção e combate a incêndio;
- Executar as atividades de defesa civil;
- Exercer a polícia judiciária militar estadual;
- Fornecer, mediante solicitação ou ordem judicial, força policial-militar, em apoio ao Ministério Público e ao Poder Judiciário;
- Garantir o exercício do poder de polícia dos órgãos e entidades públicas, na forma da lei;
- Executar missões de honra, guarda, assistência militar, segurança e transporte de dignitários;
- E estabelecer normas relativas à atividade de polícia ostensiva.

## Uniformes
Historicamente as forças armadas brasileiras herdaram as tradições militares portuguesas. Da criação, em 1854, até os primeiros anos da República, a PMPR usou a cor azul ferrete em seus uniformes (coloração dos fardamentos portugueses inserida pelo Conde de Lippe, em 1764). Em 1912 foi adotada a cor cáqui; a qual por tradição identifica o policial militar no Paraná e permanece em uso até os dias atuais. Os bombeiros sempre usaram os mesmos uniformes da PMPR; acrescentando-se seus respectivos distintivos. Atualmente o Regulamento de Uniformes da Polícia Militar (RUPM) está oficializado pelo Decreto Estadual 3.568, de 02 de Março de 2001.

## Denominações Históricas

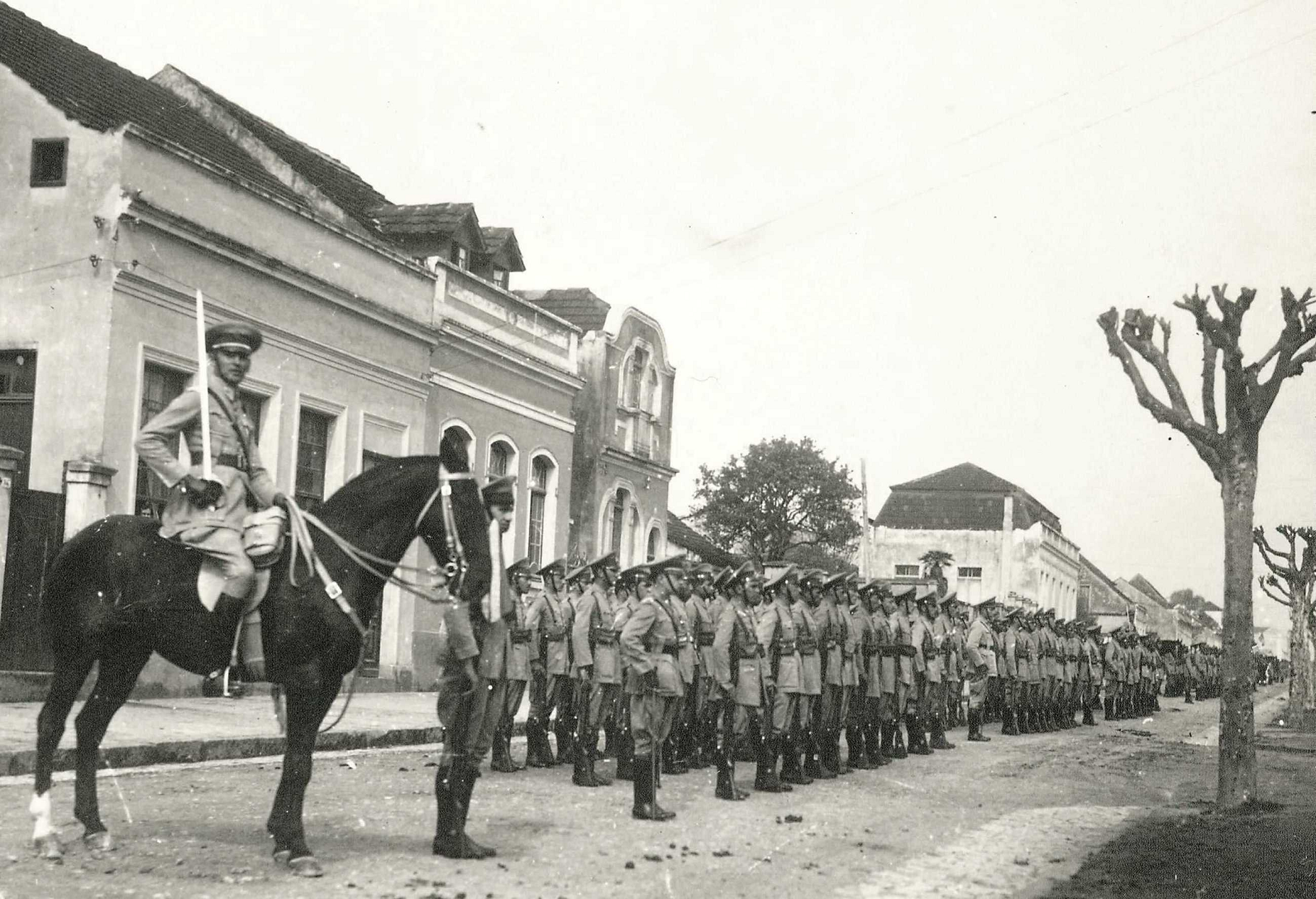
2ª Cia do 1º Btl de Infantaria da Força Pública do Paraná. Desfile do Dia da Independência.

- 1854 - Companhia de Força Policial da Província do Paraná[33]
- 1874 - Corpo Policial da Província do Paraná[34]
- 1891 - Corpo Militar de Polícia do Estado do Paraná[35]
- 1892 - Regimento de Segurança do Estado do Paraná[36]
- 1917 - Força Militar do Estado do Paraná[37]

A Força Militar foi constituída pela união do Regimento de Segurança com o Corpo de Bombeiros, o qual passou a designar-se como Companhia de Bombeiros Pontoneiros da Força Militar. Pela Lei nº 2.547, de 30 de março de 1928, o Corpo de Bombeiros readquiriu sua autonomia e denominação.
- 1932 - Força Pública do Estado do Paraná[38]

A Força Pública foi também constituída pela união, com comandos autônomos, da Força Militar (que então passou a denominar-se como Polícia Militar) com o Corpo de Bombeiros. Pelo Decreto nº 86, de 18 de janeiro de 1934, a união foi desfeita e o Corpo de Bombeiros readquiriu sua autonomia e denominação.
- 1939 - Força Policial do Estado do Paraná[39]
- 1946 - Polícia Militar do Estado do Paraná[40]

## Orquestra Sinfônica da Polícia Militar do Paraná
A Banda Sinfônica da Polícia Militar do Paraná, informalmente conhecida como Banda de Música, foi oficialmente criada pela Lei nº 30, de 12 de março de 1857. A Banda de Música é uma instituição de representação da corporação, e está subordinada à Ajudância Geral do Estado Maior da PMPR.
| Banda de Música da Polícia Militar do Paraná em 1868. Fotografias de João de Almeida Barbosa. |

## Comandantes-geraisda PMPR
| 001 | Joaquim José Moreira de Mendonça | 22 Nov 1854 a 04 Jan 1856 | 002 | Diogo Pinto Homem                   | 04 Jan 1856 a 14 Abr 1857 |
| 003 | Manoel Eufrásio de Assumpção     | 12 Abr 1857 a 08 Fev 1881 | 004 | Francisco das Chagas Freitas        | 08 Fev 1881 a 14 Jun 1881 |
| 005 | Emílio Silveira de Miranda       | 14 Jun 1881 a 03 Abr 1882 | 006 | Antonio Ennes Bandeira              | 03 Abr 1882 a 04 Set 1885 |
| 007 | Francisco de Paula Fonseca       | 12 Set 1885 a 10 Dez 1888 | 008 | Joaquim Natividade da Silva         | 10 Dez 1888 a 25 Jun 1889 |
| 009 | Manoel Leopoldino Marques        | 25 Jun 1889 a 25 Set 1889 | 010 | João Martins Marques                | 25 Set 1889 a 25 Jul 1890 |
| 011 | Carlos Delphim de Carvalho       | 25 Jul 1890 a 29 Jan 1891 | 012 | Salvador João Fernandes             | 03 Jan 1891 a 29 Jan 1891 |
| 013 | Cândido Dulcídio Pereira         | 29 Jan 1891 a 09 Abr 1891 | 014 | Salvador João Fernandes             | 29 Mar 1891 a 21 Jul 1891 |
| 015 | Agnelo Pinto de Sá Ribas         | 21 Jun 1891 a 29 Nov 1891 | 016 | Antônio Neto de Oliveira Silva Faro | 29 Nov 1891 a 09 Dez 1891 |
| 017 | Cândido Dulcídio Pereira         | 09 Dez 1891 a 07 Dez 1894 | 018 | Ignácio Gomes da Costa              | 07 Fev 1895 a 28 Jul 1899 |
| 019 | Custódio Gonçalves Rollemberg    | 28 Jul 1899 a 04 Ago 1899 | 020 | Joaquim Antonio de Azevedo          | 04 Ago 1899 a 01 Fev 1907 |
| 021 | Júlio Ribeiro de Campos          | 01 Fev 1907 a 08 Fev 1908 | 022 | João Cândido da Silva Muricy        | 08 Fev 1908 a 19 Nov 1908 |
| 023 | Benjamin Augusto Lage            | 19 Nov 1908 a 01 Dez 1908 | 024 | Herculano de Araújo                 | 01 Dez 1908 a 01 Mai 1911 |
| 025 | Antonio Augusto Ferreira         | 01 Mai 1911 a 23 Mai 1911 | 026 | Servando de Loyola e Silva          | 23 Mai 1911 a 19 Ago 1912 |
| 027 | João Monteiro do Rosário         | 19 Ago 1912 a 21 Ago 1912 | 028 | João Gualberto Gomes de Sá Filho    | 21 Ago 1912 a 22 Out 1912 |
| 029 | João Monteiro do Rosário         | 22 Out 1912 a 30 Out 1912 | 030 | Fabriciano do Rego Barros           | 30 Out 1912 a 12 Jul 1917 |
| 031 | Benjamim Augusto Lage            | 12 Jul 1917 a 12 Jun 1918 | 032 | João Monteiro do Rosário            | 12 Jun 1918 a 27 Jun 1918 |
| 033 | Mário Alves Monteiro Tourinho    | 27 Jun 1918 a 22 Nov 1919 | 034 | João Monteiro do Rosário            | 22 Nov 1919 a 23 Fev 1920 |
| 035 | Raul Munhoz                      | 27 Fev 1920 a 07 Jun 1922 | 036 | João Monteiro do Rosário            | 23 Fev 1928 a 25 Fev 1928 |
| 037 | José de Souza Miranda            | 23 Fev 1928 a 25 Fev 1928 | 038 | José Cândido da Silva Muricy        | 25 Fev 1928 a 05 Out 1930 |
| 039 | Gaspar Peixoto da Costa          | 05 Out 1930 a 12 Nov 1930 | 040 | Pedro Scherer Sobrinho              | 12 Nov 1930 a 24 Nov 1930 |
| 041 | Benedito Tertuliano Cordeiro     | 24 Nov 1930 a 19 Mai 1931 | 042 | Pedro Scherer Sobrinho              | 19 Mai 1931 a 03 Jun 1931 |
| 043 | João Teodoro Barbosa             | 03 Jun 1931 a 12 Jan 1932 | 044 | Euclides Silveira do Valle          | 12 Jan 1932 a 11 Abr 1932 |
| 045 | Ayrton Plaisant                  | 11 Abr 1932 a 03 Out 1934 | 046 | Pedro Scherer Sobrinho              | 03 Out 1934 a 11 Jan 1941 |
| 047 | Waldemar Kost                    | 11 Jan 1941 a 13 Ago 1941 | 048 | Pedro Scherer Sobrinho              | 13 Ago 1941 a 20 Abr 1943 |
| 049 | Alfredo Ferreira da Costa        | 20 Abr 1943 a 22 Jun 1946 | 050 | Pedro Scherer Sobrinho              | 26 Fev 1946 a 14 Mar 1947 |
| 051 | Dagoberto Dulcídio Pereira       | 14 Mar 1947 a 18 Mai 1948 | 052 | José Scheleder                      | 18 Mai 1948 a 27 Dez 1950 |
| 053 | João Maria Sobrinho              | 27 Dez 1950 a 27 Jan 1951 | 054 | Almir de Medeiros Crespo            | 27 Jan 1951 a 01 Fev 1951 |
| 055 | José Scheleder                   | 18 Mai 1948 a 27 Dez 1950 | 056 | Junot Rebello Guimarães             | 03 Mar 1951 a 31 Dez 1952 |
| 057 | Brenno Perneta                   | 31 Dez 1952 a 04 Mai 1955 | 058 | Dagoberto Dulcídio Pereira          | 04 Mai 1955 a 31 Jan 1956 |
| 059 | Abílio Antunes Rodrigues         | 31 Jan 1956 a 24 Jan 1957 | 060 | Almir de Medeiros Crespo            | 24 Jan 1957 a 01 Mar 1957 |
| 061 | Nerino Silva                     | 01 Mar 1957 a 13 Mar 1959 | 062 | João André Dias Paredes             | 13 Mar 1959 a 08 Nov 1960 |
| 063 | Manoel Cursino Dias Paredes      | 08 Nov 1960 a 23 Jan 1961 | 064 | Luis João Motta                     | 23 Jan 1961 a 01 Fev 1961 |
| 065 | Orlando Xavier Pombo             | 01 Fev 1961 a 23 Ago 1963 | 066 | Luiz Gonzaga da Rocha               | 23 Ago 1963 a 18 Nov 1963 |
| 067 | Orlando Xavier Pombo             | 01 Fev 1961 a 23 Ago 1963 | 068 | Antonio Michalizen                  | 01 Fev 1966 a 24 Set 1970 |
| 069 | Pérsio Ferreira                  | 24 Set 1970 a 15 Mar 1971 | 070 | José Carlos de Avellar              | 19 Mar 1971 a 19 Mar 1974 |
| 071 | César Tasso Saldanha Lemos       | 19 Mar 1974 a 21 Jun 1977 | 072 | Frederico Ernesto Virmond           | 21 Jun 1977 a 04 Mai 1979 |
| 073 | Manoel Abreu de Moraes           | 04 Mai 1979 a 29 Dez 1980 | 074 | Dirceu Ribas Correia                | 29 Dez 1980 a 01 Mar 1983 |
| 075 | Rubens Guido Seifert             | 01 Mar 1983 a 07 Abr 1983 | 076 | Raul Victor Lopes                   | 08 Abr 1983 a 06 Jan 1986 |
| 077 | Sérgio Manoel Masteck Ramos      | 06 Jan 1986 a 20 Mar 1987 | 078 | Dirceu Rubens Hatschbach            | 20 Mar 1987 a 15 Mai 1987 |
| 079 | Wantuil Borges                   | 15 Mai 1987 a 22 Mar 1991 | 080 | Miguel Arcanjo Capriotti            | 22 Mar 1991 a 02 Abr 1994 |
| 081 | Sérgio Itamar Alves              | 02 Abr 1994 a 10 Jan 1995 | 082 | Daniel Cezar Maingué                | 10 Jan 1995 a 03 Dez 1996 |
| 083 | Luiz Fernando de Lara            | 03 Dez 1996 a 26 Out 1999 | 084 | Guaraci Moraes Barros               | 26 Out 1999 a 04 Mai 2001 |
| 085 | Gilberto Foltran                 | 04 Mai 2001 a 28 Dez 2002 | 086 | Mario Sérgio Nicolau                | 07 Jan 2002 a 25 Abr 2003 |
| 087 | David Antonio Pancotti           | 25 Abr 2003 a 22 Jan 2006 | 088 | Nemésio Xavier de França Filho      | 16 Jan 2006 a 05 Abr 2008 |
| 089 | Anselmo José de Oliveira         | 05 Abr 2008 a 14 Out 2009 | 090 | Luiz Rodrigo Larson Carstens        | 14 Out 2009 a 12 Jan 2011 |
| 091 | Marcos Teodoro Scheremeta        | 12 Jan 2011 a 29 Nov 2011 | 092 | Roberson Luiz Bondaruk              | 29 Nov 2011 a 15 Out 2013 |
| 093 | Vinícius Cézar Kogut             | 15 Out 2013 a 07 Mai 2015 | 094 | Carlos Alberto Bührer Moreira       | 07 Mai 2015 a 29 Mai 2015 |
| 095 | Maurício Tortato                 | 29 Mai 2015 a 11 Abr 2018 | 096 | Audilene Rosa de Paula Dias Rocha   | 11 Abr 2018 a 08 Jan 2019 |
| 097 | Péricles de Matos                | 08 Jan 2019 a 12 Fev 2021 | 098 | Hudson Leôncio Teixeira             | 12 Fev 2021 a 03 Jan 2023 |
| 099 | Sérgio Almir Teixeira            | 03 Jan 2023 a 06 Jun 2023 | 100 | Jefferson Silva                     | 06 Jun 2023               |

## Aviação na Polícia Militar do Paraná

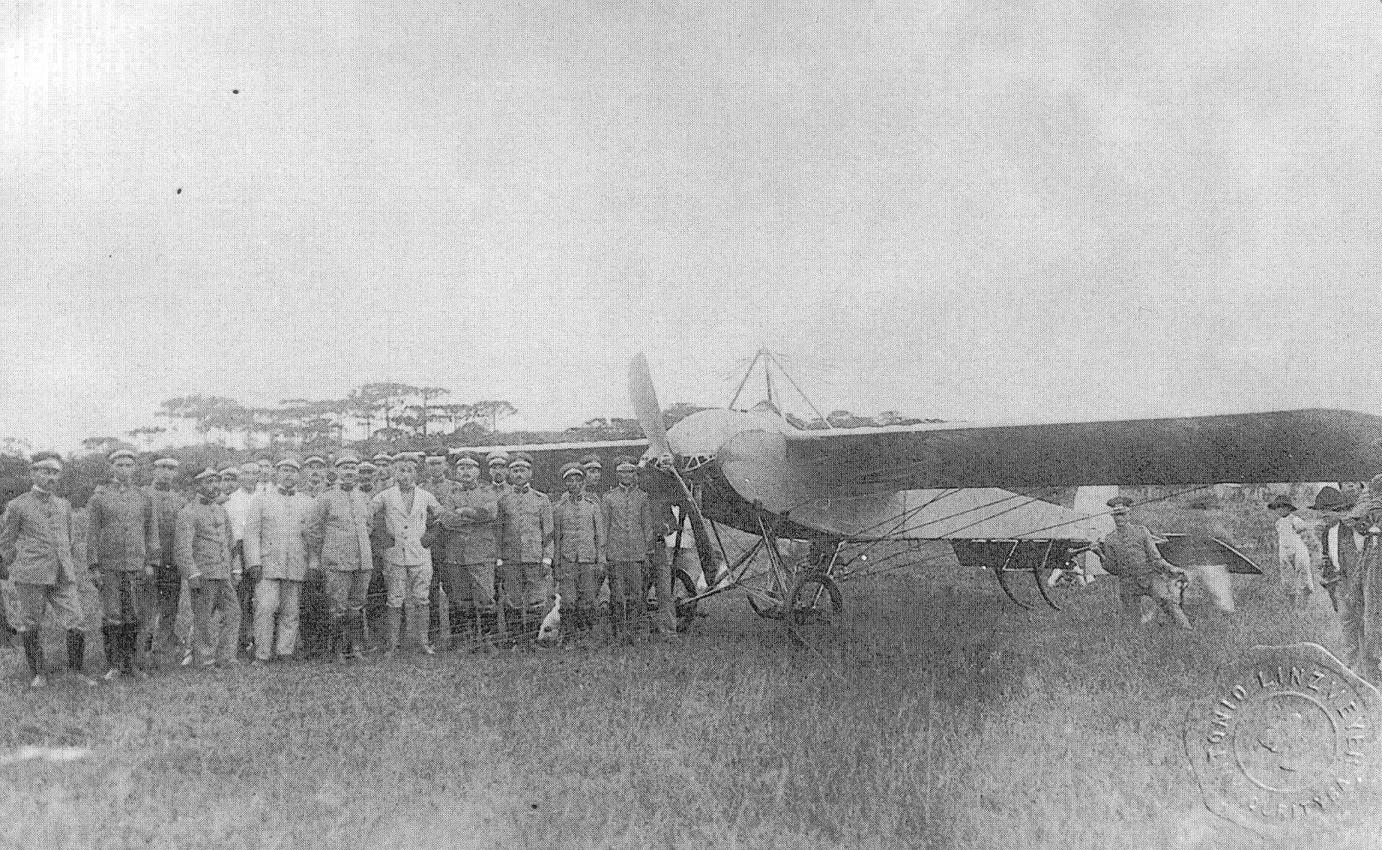
Aeroplano Sargento - 1918.

A Polícia Militar do Paraná está entre os pioneiros da aviação no Brasil. A PMPR foi a segunda corporação militar, precedida apenas pela Aviação Naval da Marinha do Brasil, a adquirir seus próprios aeroplanos ainda em 1918. Essa iniciativa serviu de base para a fundação da Escola Paranaense de Aviação, o que veio a colaborar para o desenvolvimento da aviação civil e militar no Estado do Paraná.
Em outubro de 2010 foi criado o Grupamento Aeropolicial - Resgate Aéreo (GRAER), transformado em Batalhão de Polícia Militar de Operações Aéreas (BPMOA) em 20 de novembro de 2013. O BPMOA está sediado no Aeroporto do Bacacheri, Curitiba, com atuação em todo o território estadual; tendo por missão, dentre outras, o apoio aéreo no policiamento ostensivo, nas ações de defesa civil, nas ações e operações policiais civis e militares e bombeiros militares, e no apoio a órgãos federais, estaduais e municipais em todo território nacional.

## Viaturas
As primeiras viaturas da corporação, ainda com tração animal, eram em cor cinza claro (ver imagem acima: veículo para o transporte de presos de 1909). Posteriormente, com a criação do Batalhão de Guardas, atual 12º BPM, as viaturas automóveis e motocicletas foram pintadas nas cores cinza com dourado; o que desenvolveu a padronização das cores cinza para as viaturas de serviço gerais e administrativos, e das cores cinza com dourado para as viaturas operacionais (serviço policial).
No início da década de 2000, devido às despesas com essa pintura (os veículos não eram adquiridos com a pintura policial, e na descarga, desativação do serviço, não podiam ser entregues para sucata com a pintura original), a corporação passou a adquirir todos os veículos na cor branca; sendo então inserido um adesivamento padronizado em cinza e dourado.
As unidades especializadas sempre possuíram suas próprias padronizações de pintura.
- Batalhão de Polícia Rodoviária: preto com dourado.
- Batalhão de Polícia de Trânsito: branco.
- Batalhão de Polícia Ambiental: verde claro com verde escuro.
- Batalhão de Polícia de Fronteira: camuflagem de selva.
- Batalhão de Operações Especiais: preto com cinza.
- COE - BOPE: preto fosco.

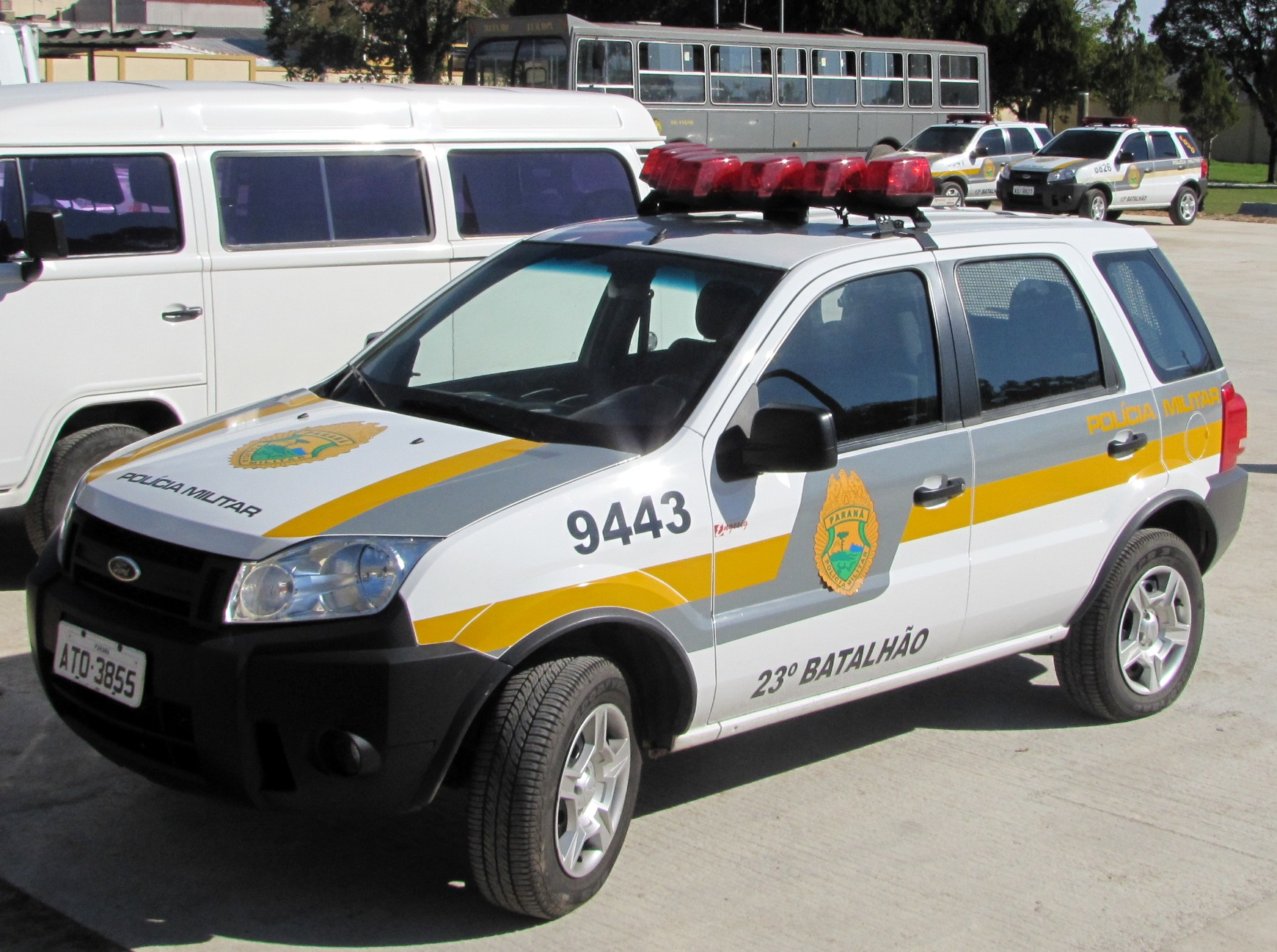
Policiamento Ostensivo
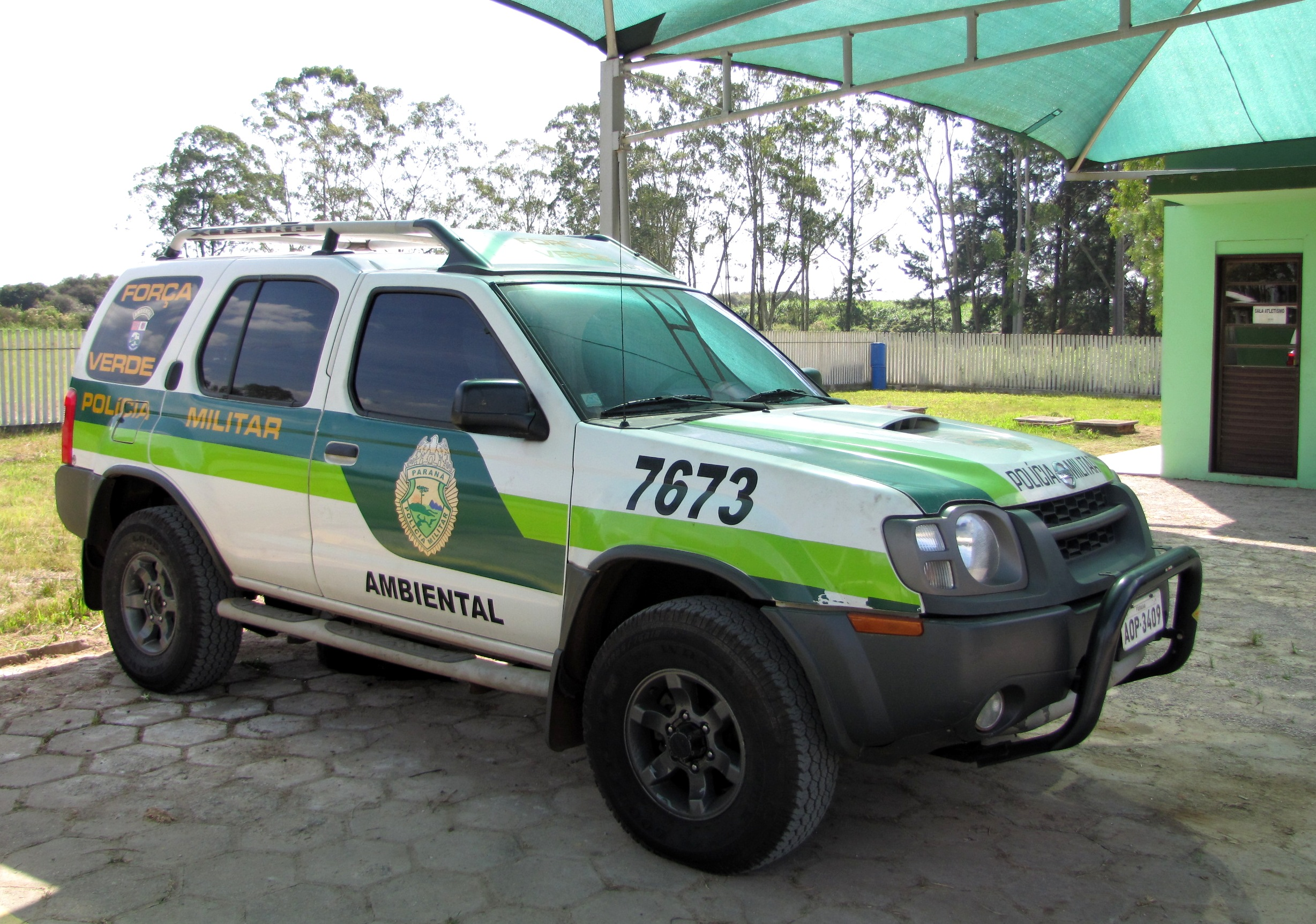
Policiamento Ambiental
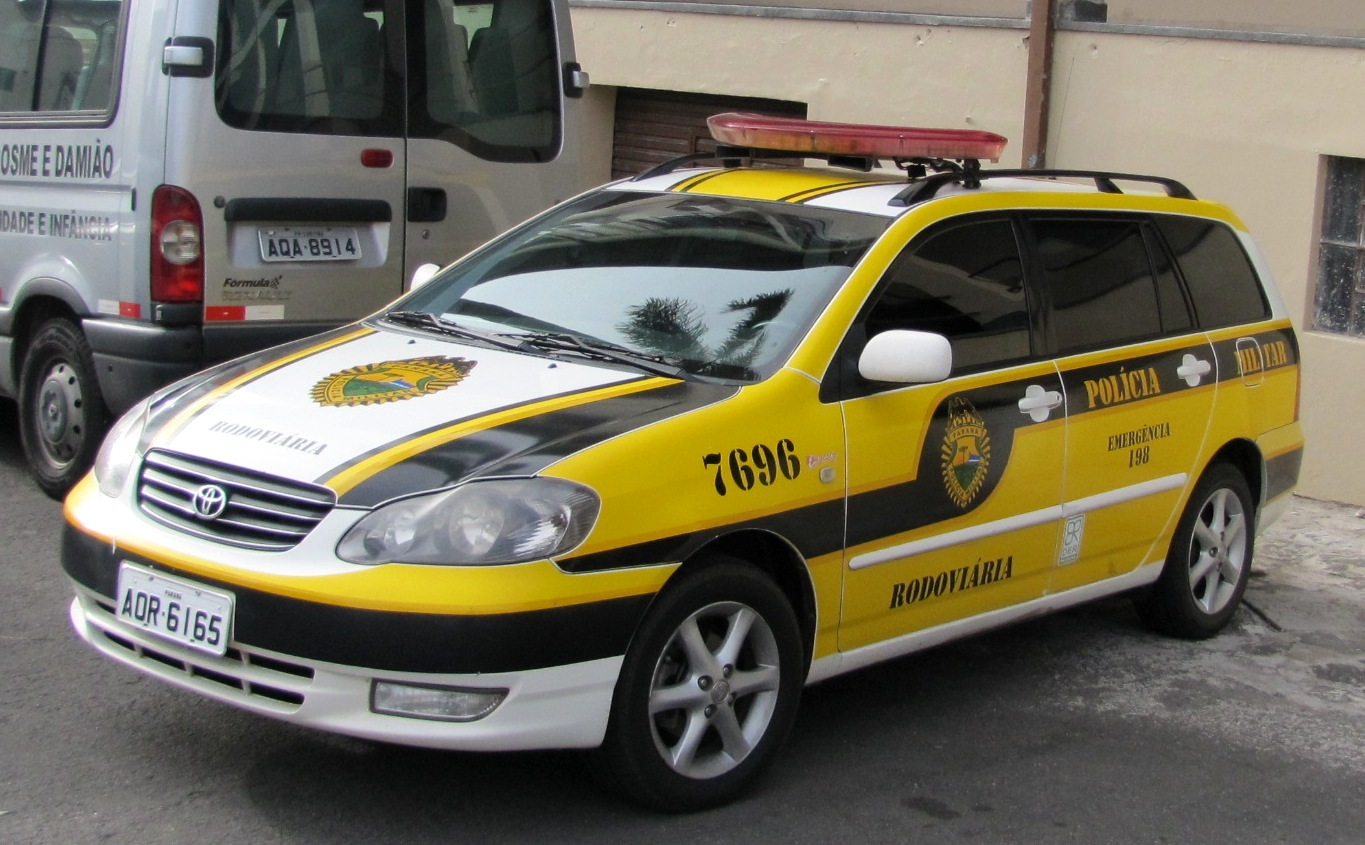
Policiamento Rodoviário
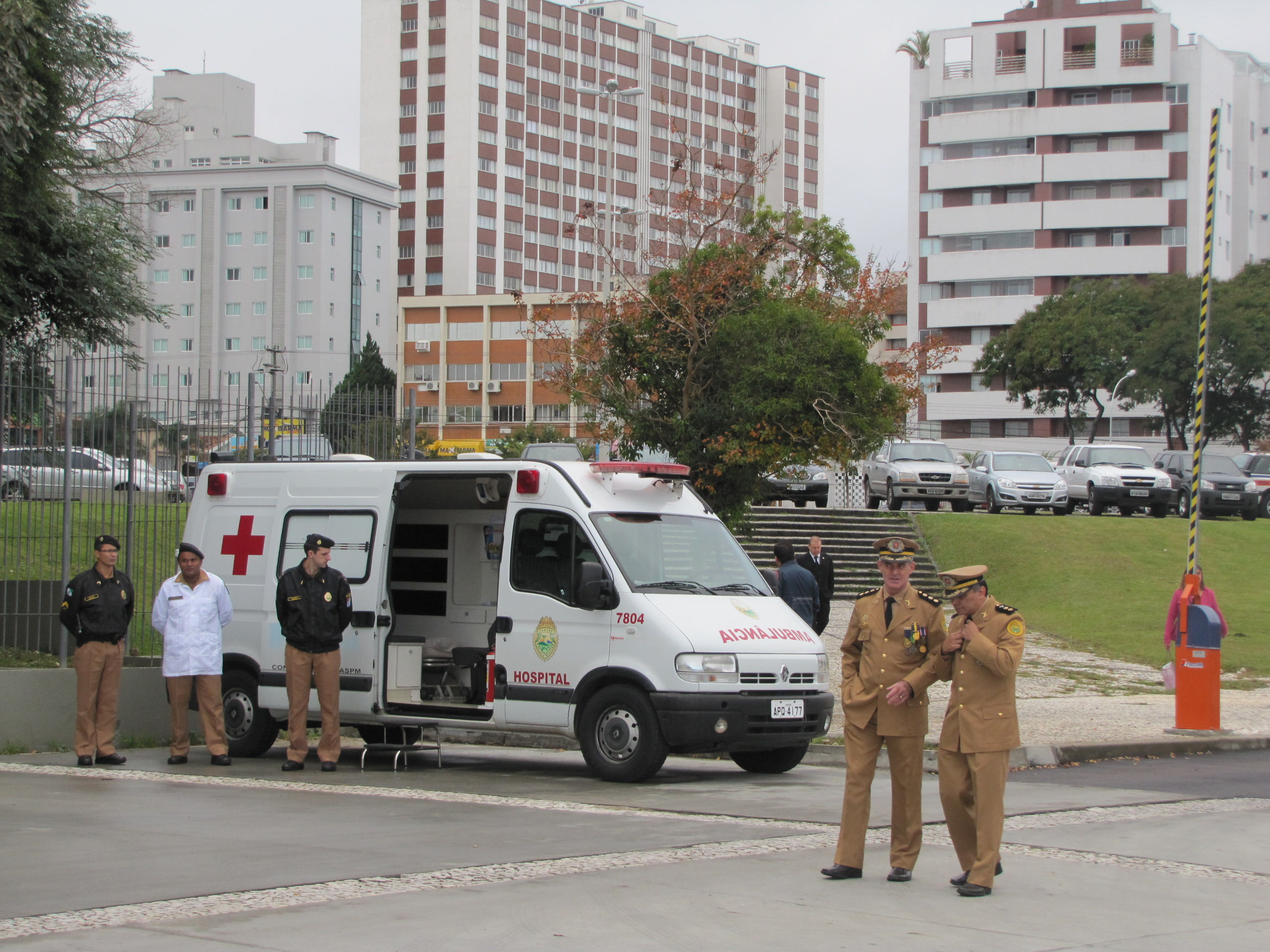
Diretoria de Saúde
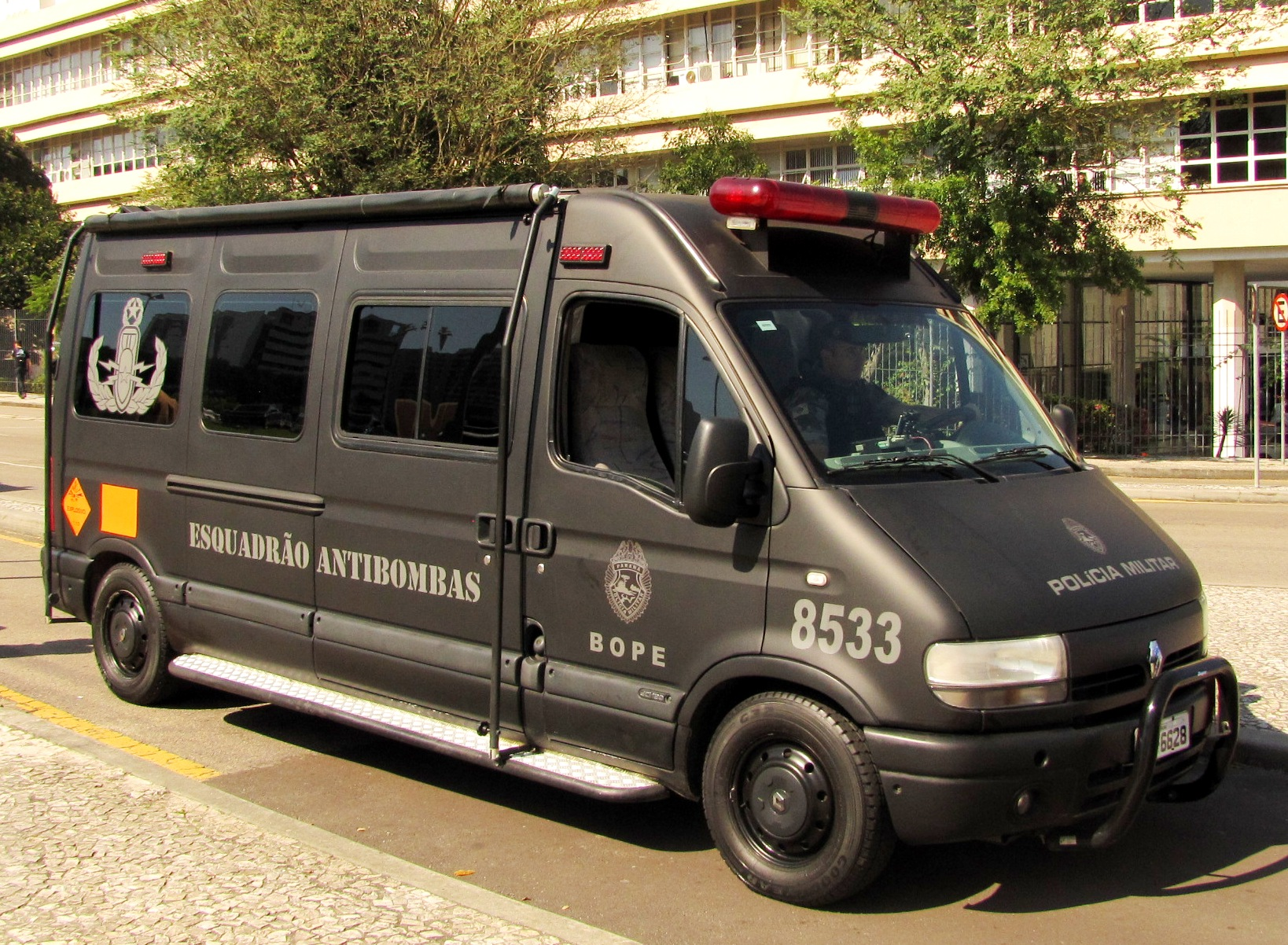
BOPE - Esquadrão Antibombas
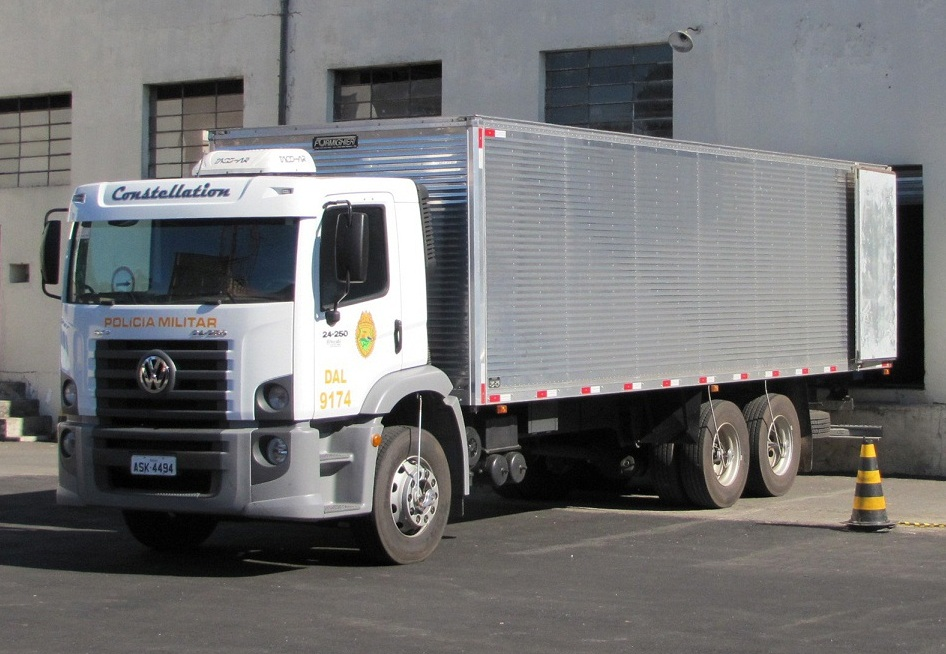
Diretoria de Apoio Logístico
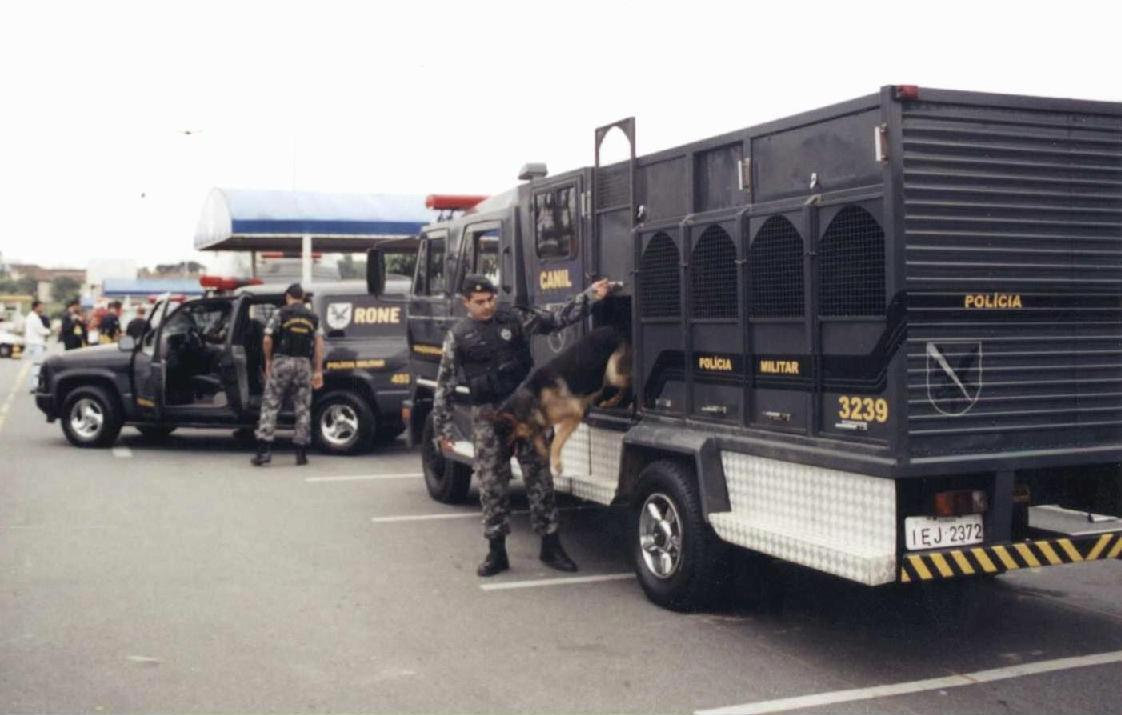
BOPE - Canil
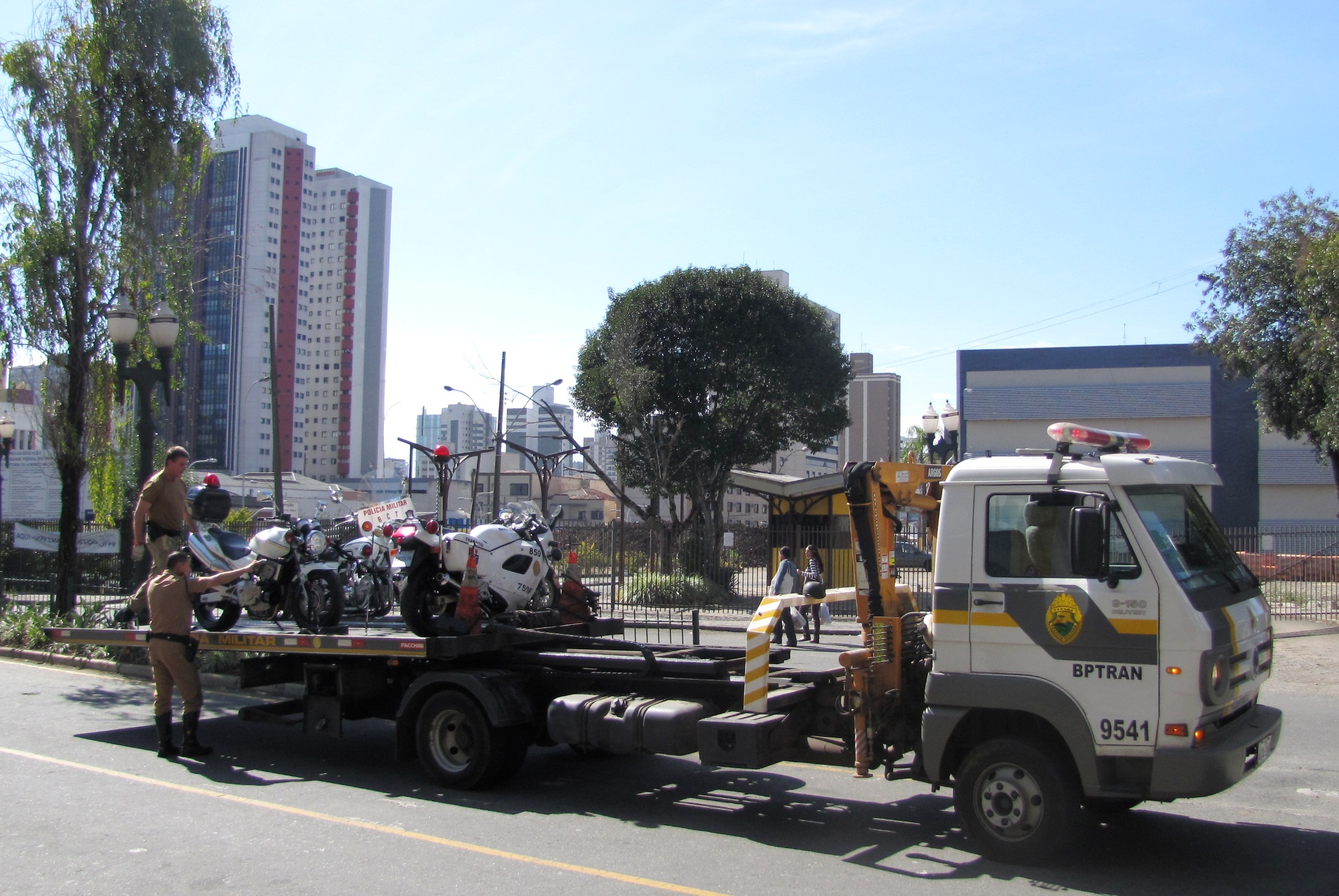
Viatura guincho da BPTran
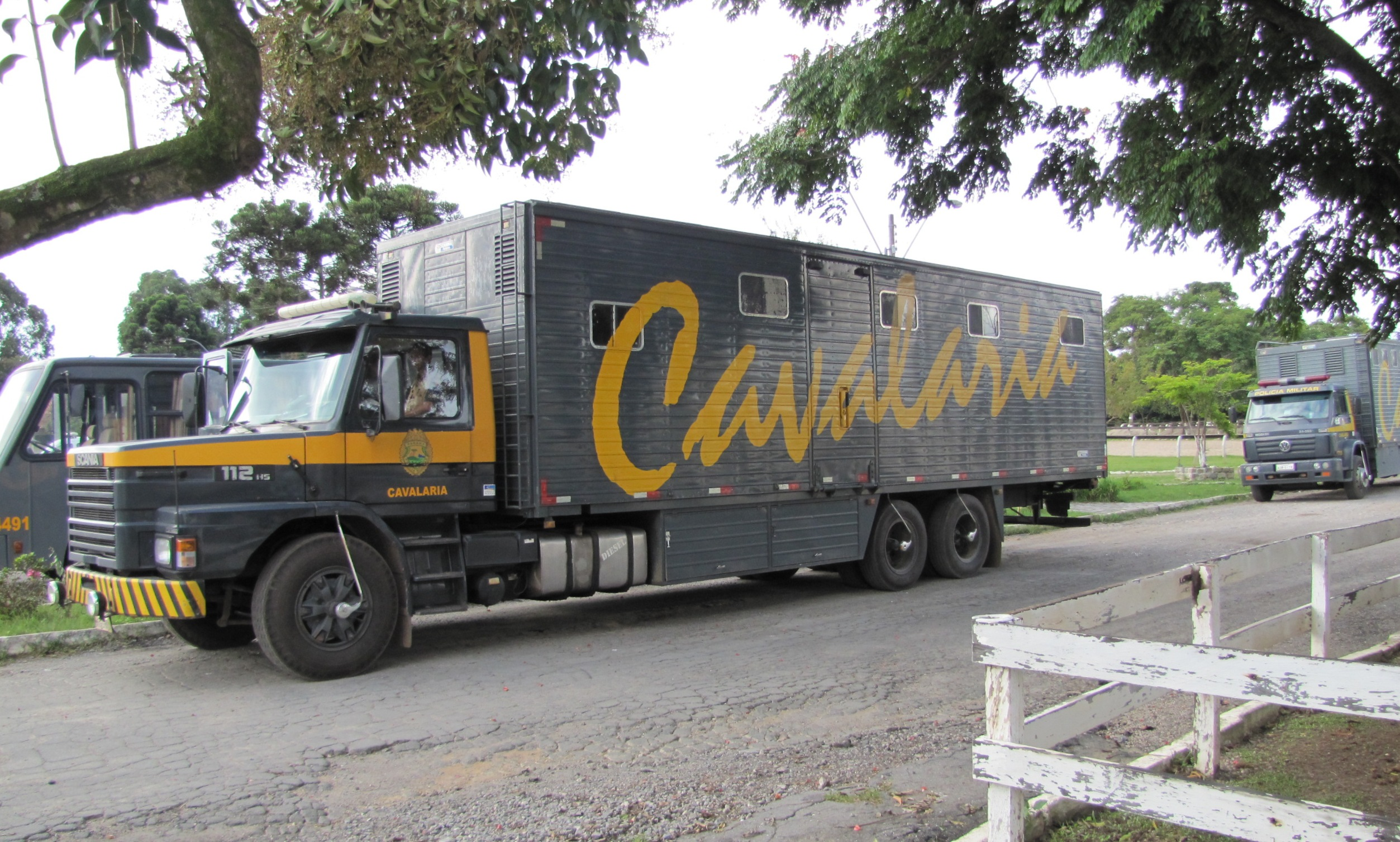
Viatura da Polícia Montada

Recentemente, com a criação do projeto Unidade Paraná Seguro (UPS), uma nova padronização de pintura foi adotada na corporação.

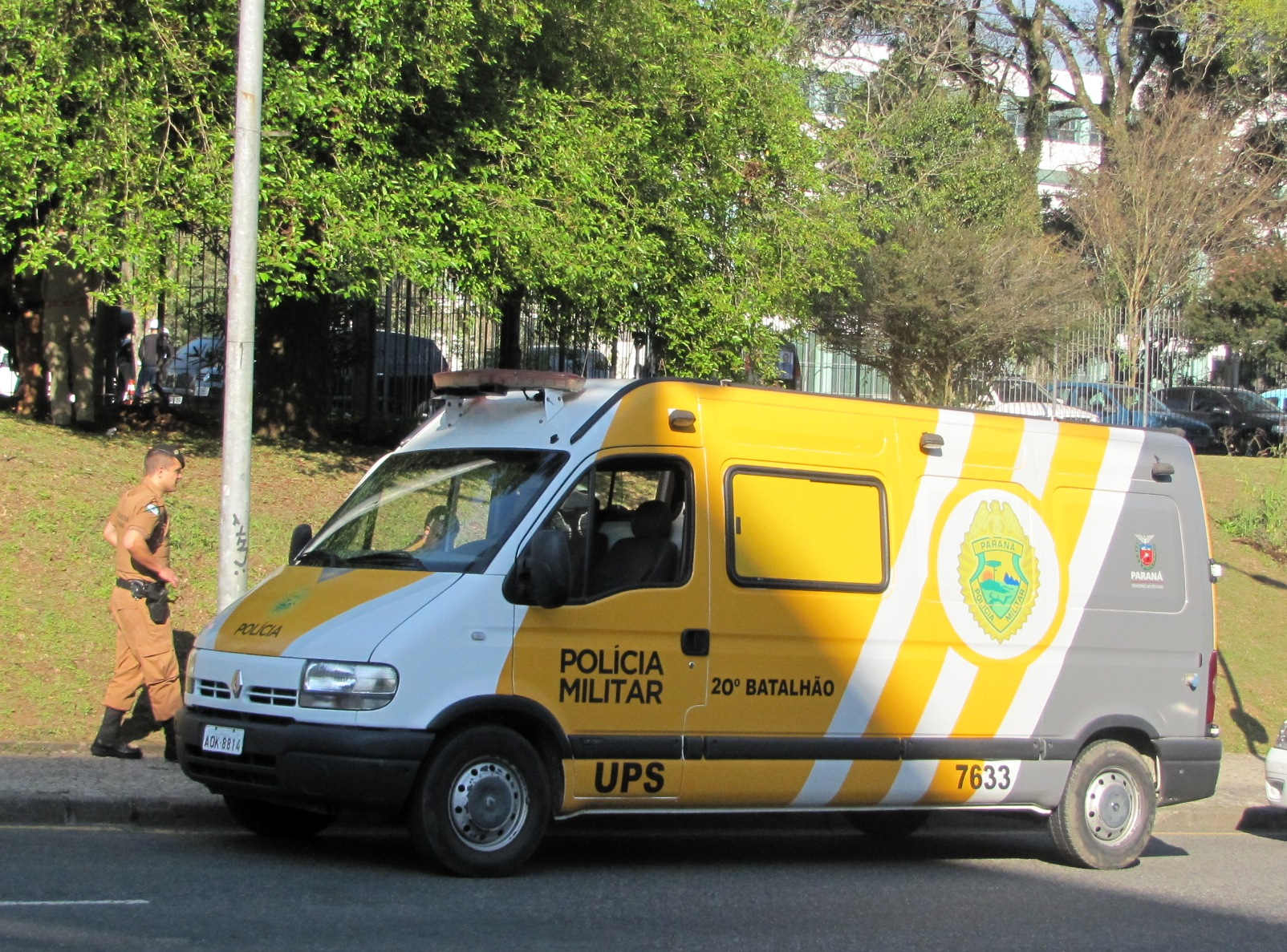
Unidade Paraná Seguro
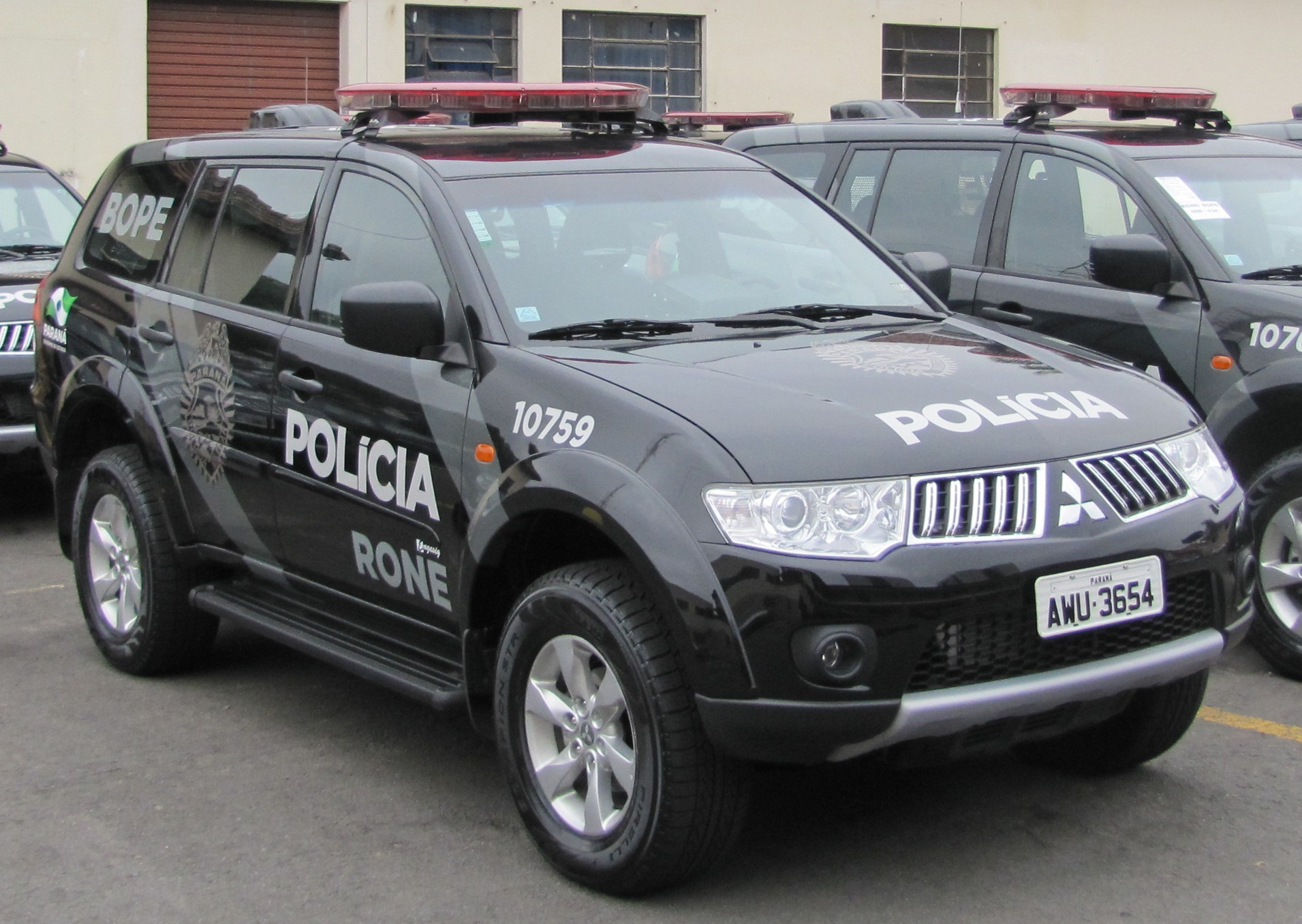
BOPE - RONE
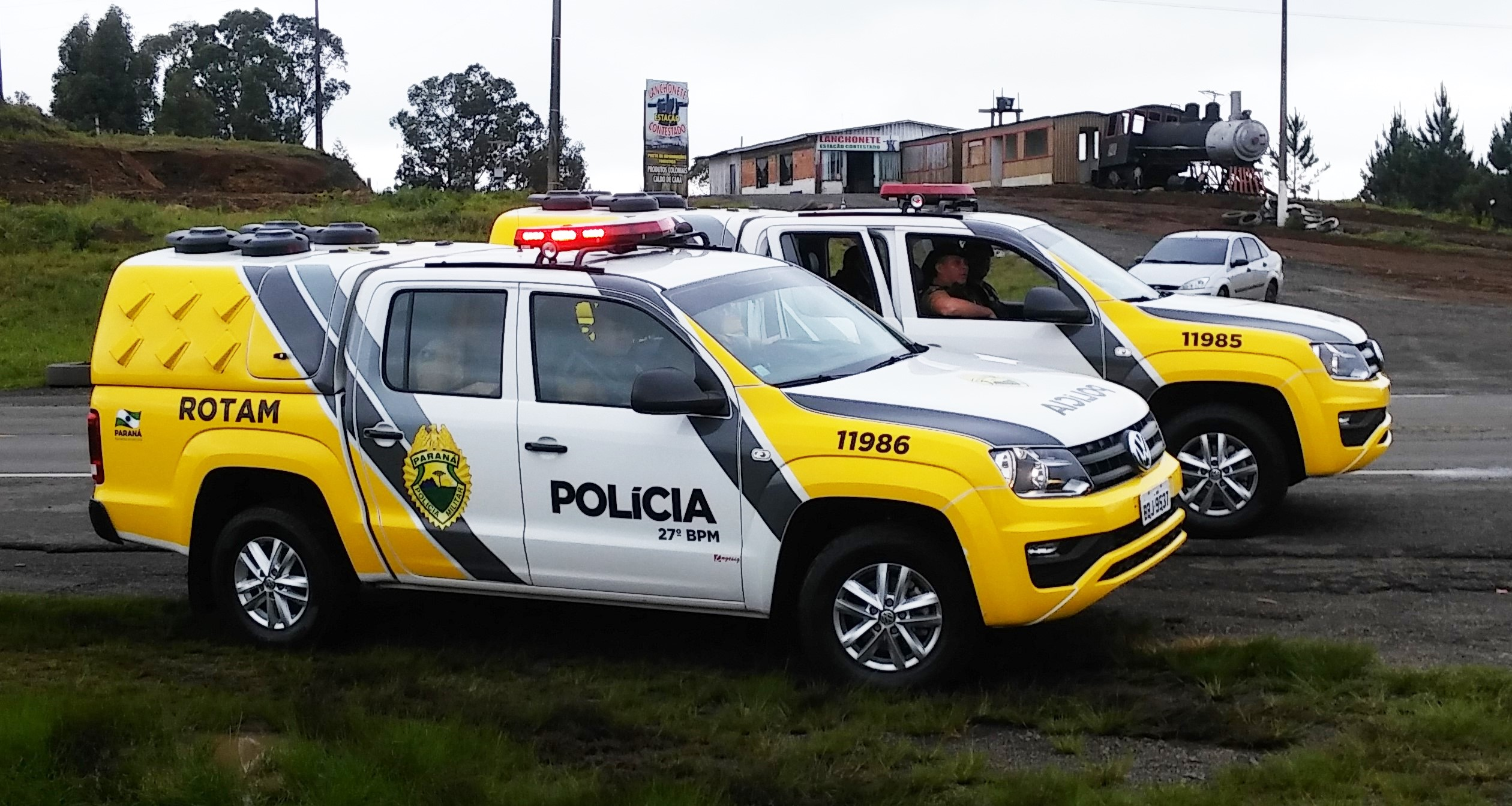
ROTAM - 27º BPM
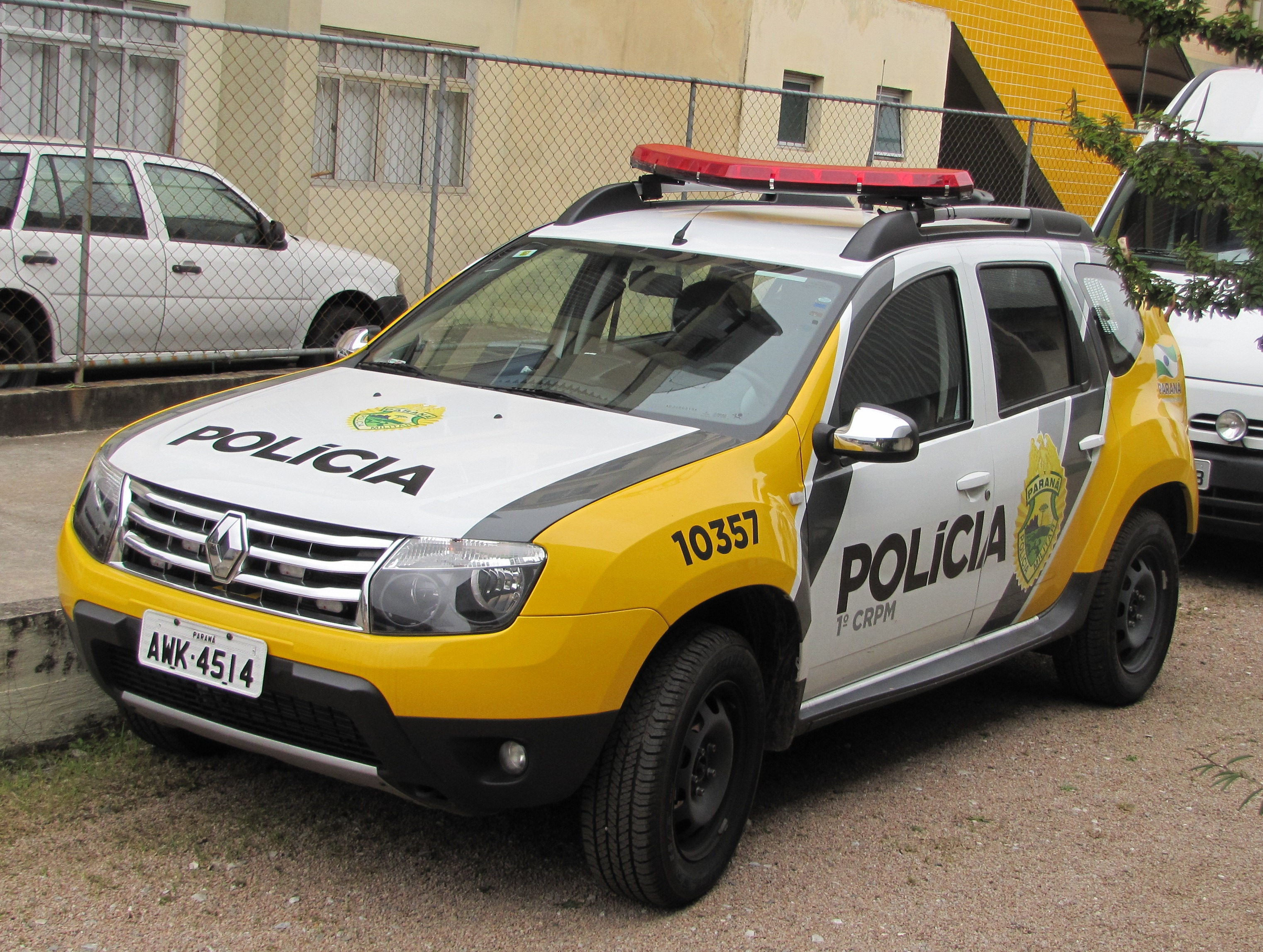
1º CRPM
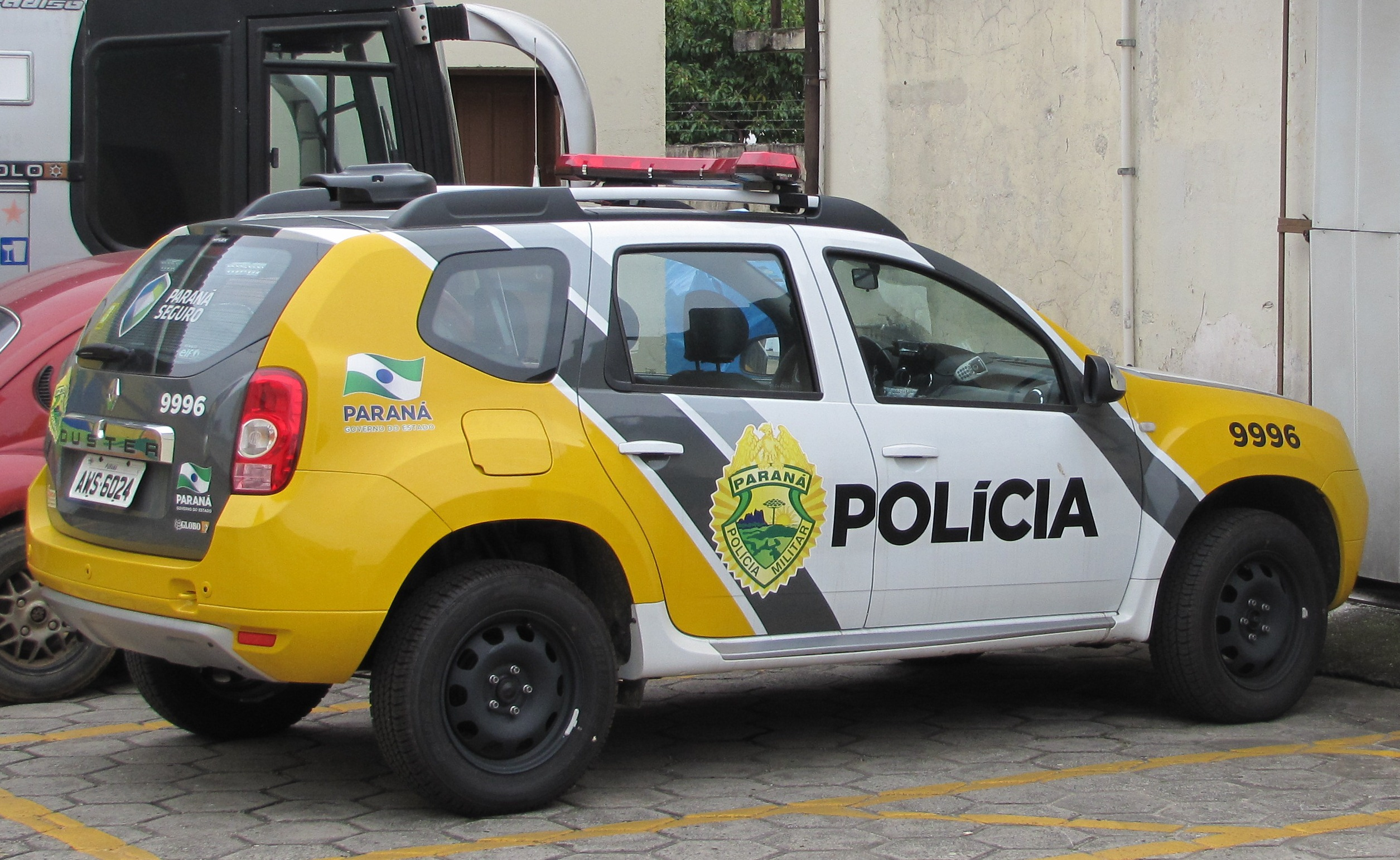
Unidade Paraná Seguro
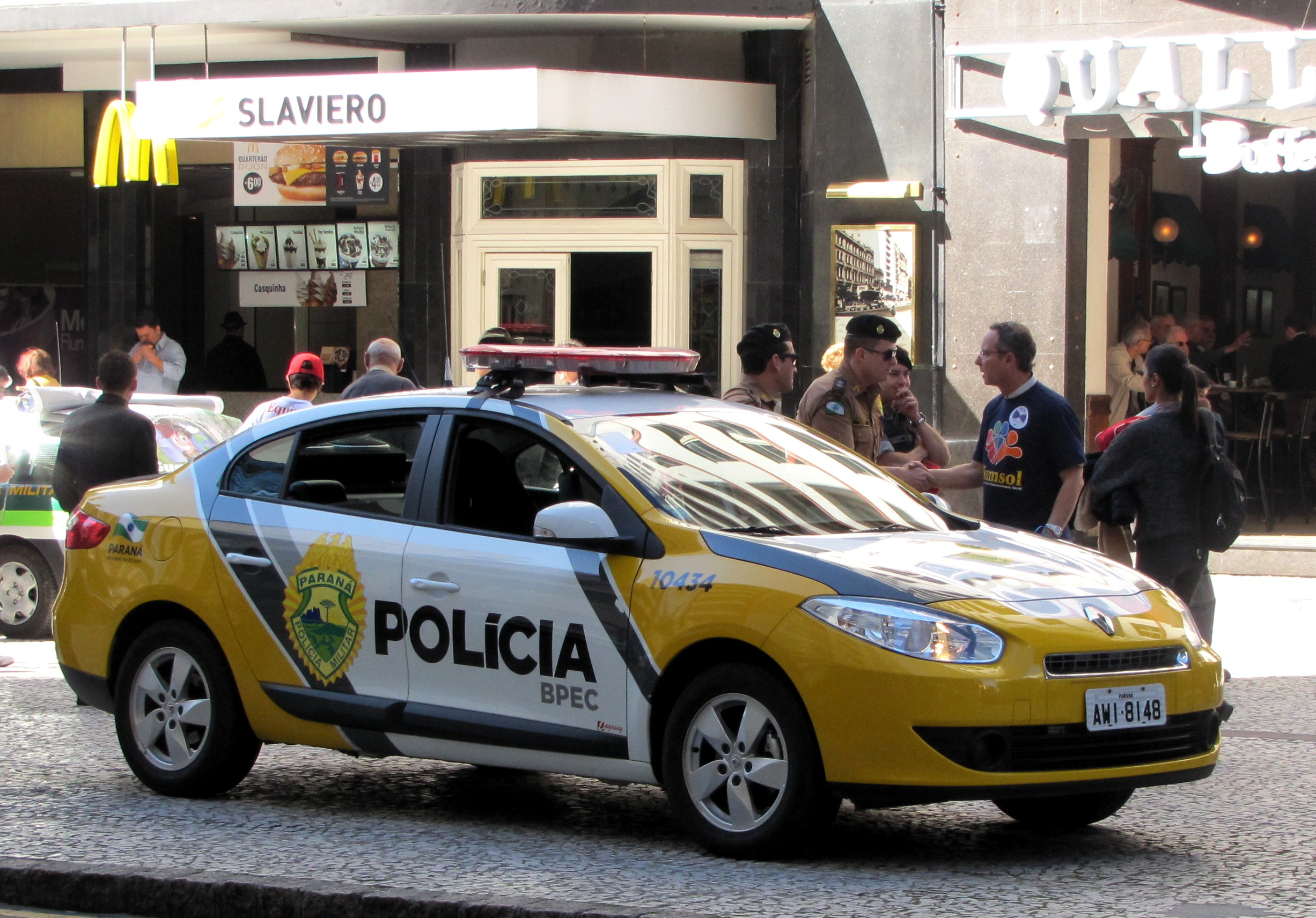
Polícia Militar Escolar

## Quartel do Comando Geral
O Quartel do Comando Geral (QCG) é a sede do comando administrativo e operacional da corporação. No local estão instalados os principais órgãos de direção: o Estado Maior e a Ajudância Geral (uma espécie de prefeitura que administra as instalações do quartel, através de: correio, arquivo, segurança, etc.); além de outros órgãos de apoio, tais como a Diretoria de Apoio Logístico; Diretoria de Ensino; Diretoria de Finanças; Diretoria de Pessoal; Diretoria de Desenvolvimento Tecnológico e Qualidade; e Diretoria de Polícia Comunitária de Direitos Humanos. Em suas dependências estão também alojados o Batalhão de Operações Especiais (BOPE) e a Companhia de Comandos e Serviços (CCS). O quartel é ainda sede da Seção de Educação Física e Desportos (SEFID) e seus ginásios, e do Centro Integrado de Operações de Segurança Pública (CIOSP), central de controle e atendimento unificado com o Corpo de Bombeiros, Polícia Civil e Guarda Municipal de Curitiba.

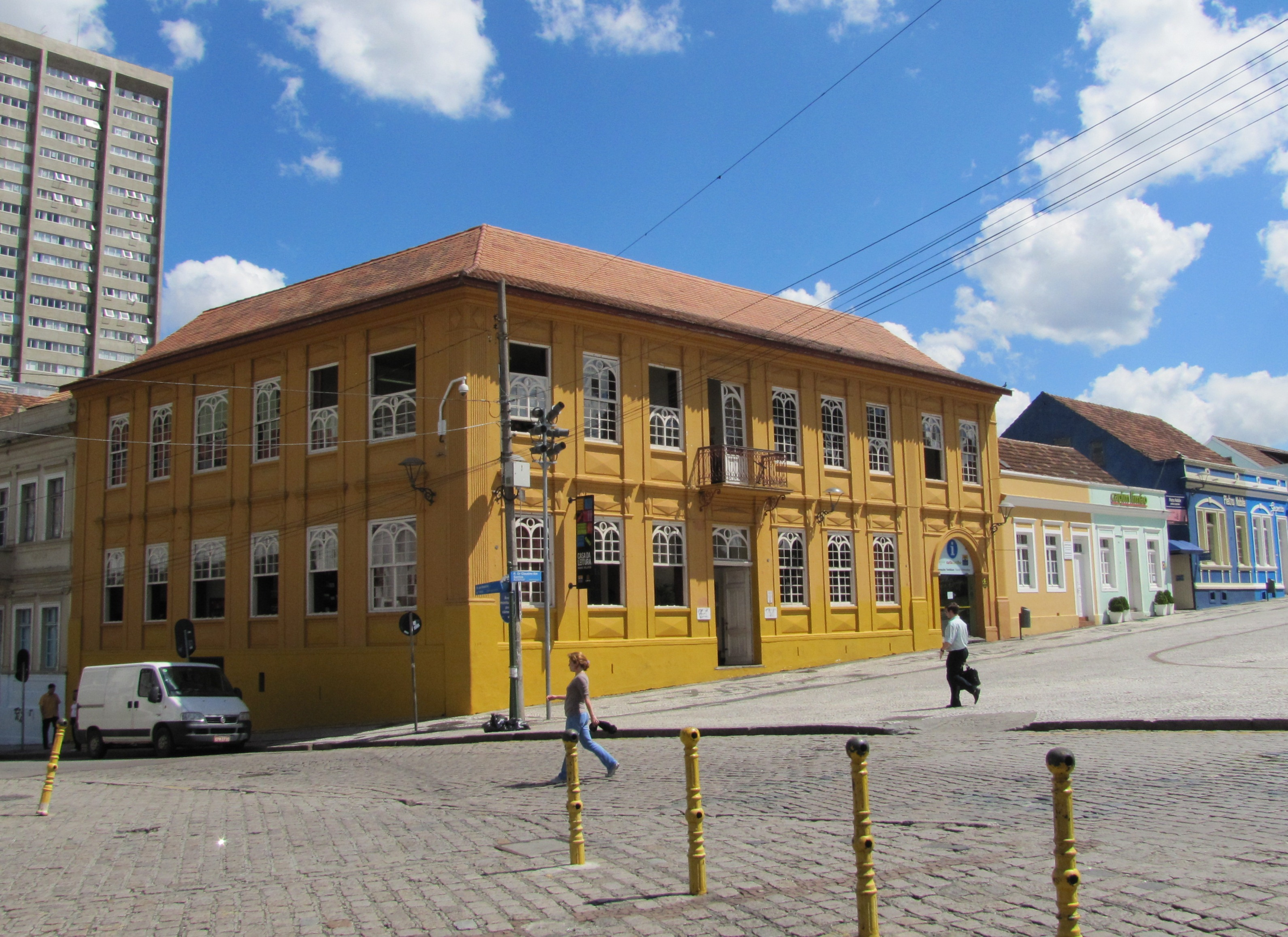
Palacete Wolf, Centro Histórico de Curitiba, serviu de quartel à PMPR de 1885 a 1891.

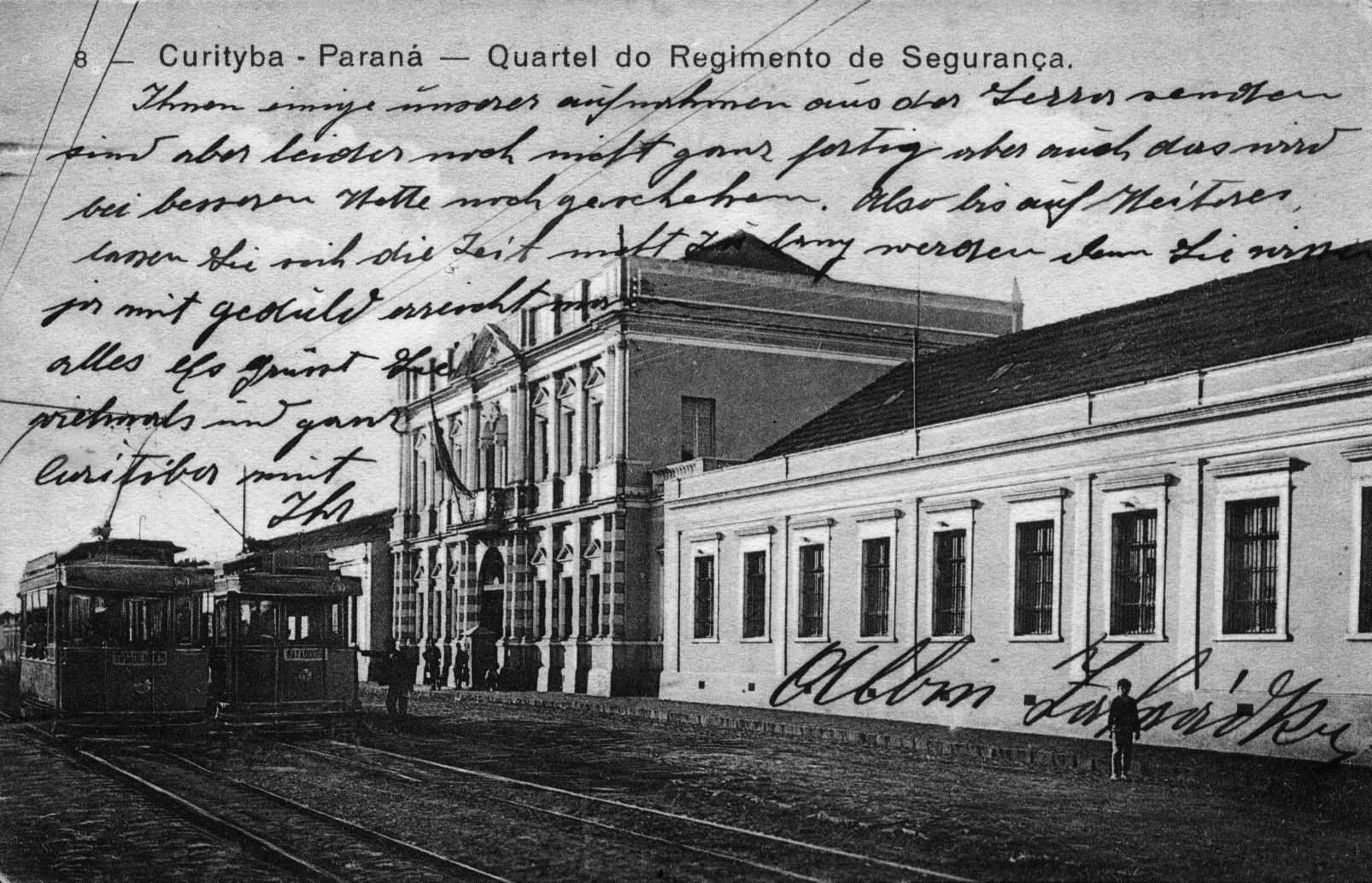
QCG com a fachada de 1900. Os bondes elétricos Nivelles, indicam que a imagem é posterior a 1912.

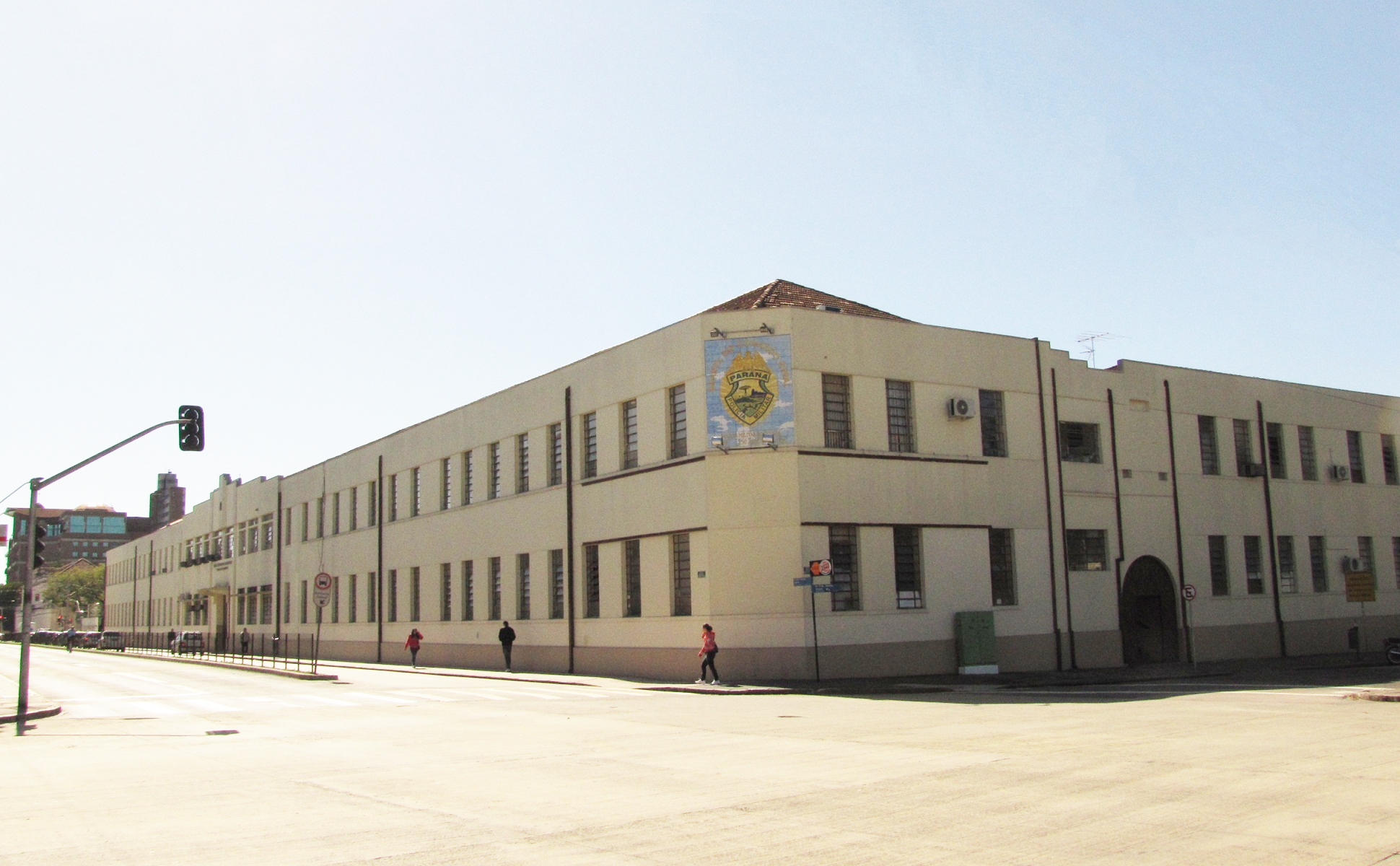
Quartel do Comando Geral em 2011

Histórico das instalações e quartéis da Polícia Militar do Paraná.
1854
Ao ser organizada a Companhia de Força Policial foi sancionada a Lei 36, de 7 de abril de 1855, prevendo um crédito especial para a construção do aquartelamento. Entretanto, devido a falta de verbas a corporação acabou alojada em uma casa simples, pertencente ao cidadão Mariano Torres de Almeida. Essa instalação estava localizada no Largo da Ponte do Rio Ivo (Praça Zacarias), e posteriormente foi adquirida pelo Governo Provincial para servir como sede do Mercado Municipal de Curitiba.
1860
Em 12 de agosto de 1860 a corporação foi transferida para um sobrado colonial na Rua do Comércio (Avenida Marechal Deodoro da Fonseca), esquina com a Rua Ipiranga (Avenida Marechal Floriano Peixoto). Esse sobrado deveria servir provisoriamente, mas acabou permanecendo em uso por vinte e quatro anos, devido à progressiva redução do efetivo ocasionada pela Guerra do Paraguai. Em 23 de maio de 1880, nele foi recepcionado o Imperador D. Pedro II e a Imperatriz Teresa Cristina, por ocasião de suas visitas à Província do Paraná.
1881
Em 2 de julho de 1881 o Corpo Policial foi transferido para a Rua do Mato Grosso (Rua Comendador Araújo), propriedade locada pelo Sr. Gabriel Chorrial.
1882
Em 11 de abril de 1882 a corporação foi instalada na Rua Aquidaban (Rua Emilianao Perneta).
1883
Em 31 de julho de 1883 o aquartelamento foi transferido para a Rua Direita (Rua 13 de Maio), devido o prédio anterior não apresentar boas condições de segurança.
1885
Em 18 de novembro de 1885 o Corpo Policial mudou-se para o Palacete Wolf, na Rua do Liceu (Rua Dr. Murici), Centro Histórico de Curitiba. Posteriormente, em 1894, esse imóvel serviu de Quartel General do 5º Distrito do Exército na Revolução Federalista.
1891
Com a Proclamação da República, o aquartelamento do Corpo Militar de Polícia foi transferido para o antigo prédio da Assembléia Provincial, na esquina das ruas Dr. Murici com Cândido Lopes, que posteriormente foi também sede do Museu Paranaense e quartel do Corpo de Bombeiros. As construções não mais existem e atualmente nesse local está instalada a Biblioteca Pública do Paraná.
Durante a Revolução Federalista todo o efetivo foi mobilizado para a Lapa (exceto um pequeno destacamento de segurança do Presidente da Província, Vicente Machado) e o quartel ficou desguarnecido. E com a ocupação de Curitiba pelos maragatos, as instalações foram invadidas e depredadas; sendo inclusive destruídos os arquivos históricos do período do Império, pertencentes à corporação.
1896
O aquartelamento atual na Avenida Marechal Floriano com a Avenida Getúlio Vargas (então Avenida Ivahi) foi adquirido em 1 de fevereiro de 1896, pelo Presidente da Província Francisco Xavier da Silva, em recompensa à ativa participação da corporação na Revolução Federalista. E devido o prestígio adquirido com o engajamento político-militar na Revolução de 1930 e a Contrarrevolução de 1932, o quartel foi ampliado e sua fachada remodelada; adquirindo em 1938 sua atual aparência graças ao empenho do Coronel Pedro Scherer Sobrinho.

## Armamentos
| Data | Fabricante                    | Classificação           | Modelo         | Calibre                  | Notas |
| 1854 |                               | Fuzil de pederneira     | Antecarga      | Adarme 17 (17,5 mm)      | 1     |
| 1875 |                               | Fuzil de percussão      | Antecarga      | Adarme 17 (17,5 mm)      |       |
| 1886 |                               | Carabina de percussão   | Antecarga      | 14,8mm                   |       |
| 1891 | Chassepot                     | Fuzil monotiro          | Retrocarga     | 11mm                     |       |
| 1893 | Comblain                      | Fuzil monotiro          | Retrocarga     | 11,50mm                  | 2     |
| 1893 | Spencer                       | Clavina de repetição    |                | 12,7mm                   | 2     |
| 1893 | Nagant                        | Revólver                | M1878          | 10,7mm (.44 in)          | 2     |
| 1896 | Nordenfelt                    | Metralhadora            |                | 8mm Kropatschek          | 3     |
| 1904 | Maxim                         | Metralhadora            | M1896          | 7,7mm (.303 in)          |       |
| 1912 | Winchester                    | Carabina de repetição   | Diversos       | 10,7mm (.44 in)          | 4     |
| 1912 | Smith & Wesson                | Revólver                | Diversos       | 10,7mm (.44 in)          | 4     |
| 1913 | Mauser                        | Fuzil de repetição      | M908           | 7×57mm Mauser            |       |
| 1922 | Hotchkiss                     | Metralhadora            | M922           | 7×57mm Mauser            | 5     |
| 1922 | Hotchkiss                     | Metralhadora leve       | M922 Cavalaria | 7×57mm Mauser            | 5     |
| 1924 | Hotchkiss                     | Fuzil metralhador       | M922           | 7×57mm Mauser            | 5     |
| 1924 | Fabrique Nationale de Herstal | Fuzil de repetição      | M922           | 7×57mm Mauser            | 5     |
| 1946 | Smith & Wesson                | Revólver                |                | .38 SPL                  | 6     |
| 1952 | Colt                          | Pistola semi-automática | M1911          | 11.43×23mm Colt (.45 in) |       |
| 1952 | Indústria Nacional de Armas   | Metralhadora de mão     | MB50 e M953    | 11.43×23mm Colt (.45 in) |       |
| 1963 | Taurus                        | Revólver                | Diversos       | .38 SPL                  |       |
| 1966 | Tru Flyte                     | Lançador de granadas    |                | 37mm                     |       |
| 1976 | Federal                       | Lançador de granadas    |                | 38.1mm                   | 7     |
| 1976 | High Standard                 | Espingarda de repetição | Riot           | Calibre 12               | 7     |
| 1976 | Beretta / Taurus (1980)       | Metralhadora de mão     | MT 12          | 9×19 mm Parabellum       | 7     |
| 1980 | Rossi                         | Carabina de repetição   | Puma           | .38 SPL / .357 Magnum    |       |
| 1984 | Rossi                         | Espingarda monotiro     | Bonanza        | Calibre 12               |       |
| 1985 | Taurus                        | Pistola                 | AMF            | 7.65×17mm Browning       |       |
| 1986 | IMBEL                         | Fuzil de repetição      | M968           | 7.62×51mm NATO           |       |
| 1993 | CBC                           | Espingarda de repetição | M 586.2        | Calibre 12               |       |
| 1994 | Rossi                         | Revólver                | Aço inox       | .38 SPL / .357 Magnum    | 8     |
| 199? | E. R. Amantino                | Espingarda de repetição | BSA            | Calibre 12               | 9     |
| 1997 | Taurus                        | Pistola                 | Diversos       | 9×19 mm / 10×22mm        |       |
| 1997 | Colt                          | Fuzil e carabina        | Diversos       | 5.56×45mm e 9×19 mm      | 10    |
| 1997 | IMBEL                         | Fuzil automático        | MD 2           | 5.56×45mm NATO           | 10    |
| 2003 | Taurus/Famae                  | Carabina automática     | CT 40          | 10×22mm S&W              |       |
| 2003 | Taurus/Famae                  | Metralhadora de mão     | MT 40          | 10×22mm S&W              |       |
| 2005 | Colt                          | Fuzil automático        | M4A1           | 5.56×45mm NATO           | 10    |
| 2016 | Glock                         | Pistola                 | Glock 17       | 9×19 mm NATO             |       |

Notas
- 1. Armamento cedido pela Guarda Nacional.
- 2. Armas adquiridas na Revolução Federalista.
- 3. Armamento capturado do Batalhão Naval na Revolução Federalista.
- 4. Armas adquiridas para o Conflito do Contestado.
- 5. Armas repassadas pelo Ministério da Guerra para a repressão ao Movimento Tenentista.
- 6. Armamento (revólveres com cano de seis polegadas) adquirido para a Polícia de Estradas, atual Polícia Rodoviária.
- 7. Armas repassadas pelo Ministério do Exército no período do Governo Militar.
- 8. Armas especialmente adquiridas para o 9º Batalhão de Polícia Militar.
- 9. Armas especialmente adquiridas para o Batalhão de Polícia Rodoviária.
- 10. Armamento exclusivo de unidades de operações especiais.

## Programas sociais na PMPR

### Programa Educacional de Resistência às Drogas e à Violência
O Programa Educacional de Resistência às Drogas e à Violência (PROERD) tem por base o D.A.R.E. (Drug Abuse Resistance Education), criado pela Professora Ruth Rich, em conjunto com o Departamento de Polícia da cidade de Los Angeles, EUA, em 1983.
O Programa é pedagogicamente estruturado em lições, ministradas obrigatoriamente por um policial militar fardado, que além da sua presença física em sala de aula, como educador social, propicia um forte elo de ligação na comunidade escolar em que atua; estabelecendo uma sólida base de apoio no trinômio: Polícia Militar, Escola e Família.
Na PMPR o PROERD foi implantado no ano de 1998, sendo inicialmente adaptado à rede de ensino municipal de Paranaguá, com resultados altamente produtivos e positivos, para posteriormente ser implantado em todo território paranaense.

### Projeto Formando Cidadão
O Projeto Formando Cidadão é um programa que objetiva dar oportunidades a adolescentes com idade entre doze e dezesseis anos, cujas famílias encontram-se desestruturadas e em situação de risco pessoal e social. O projeto é desenvolvido em parcerias, onde as prefeituras fornecem os materiais necessários e a alimentação, e a PMPR cede seus quartéis e os educadores militares.
O objetivo desse programa é desenvolver a disciplina e a responsabilidade nos adolescentes, os quais participam de diversas atividades culturais, esportivas e de lazer. Para participar do programa as famílias têm que ter renda de até dois salários mínimos e residência fixa no município. Os adolescentes precisam estar matriculados em uma escola, com um mínimo de setenta por cento de frequência às aulas.
As principais atividades desenvolvidas pelo programa são:
- Acompanhamento escolar;
- Formação pessoal e social;
- Cultura, esporte e lazer;
- Educação e trabalho;
- E cidadania e civismo.

Para complementar essas atividades os jovens cuidam de uma horta, jogam tênis de mesa, aprendem a ordem unida, têm aulas de xadrez, realizam passeios recreativos, olimpíadas e outras atividades. O programa acontece no contraturno escolar, objetivando afastar o aluno das ruas e do possível envolvimento com drogas e prática de crimes.
Além disso, diariamente, almoçam nos quartéis com os policiais militares, e os pais participam de reuniões bimestrais com uma educadora social.

### Projeto Força Verde Mirim

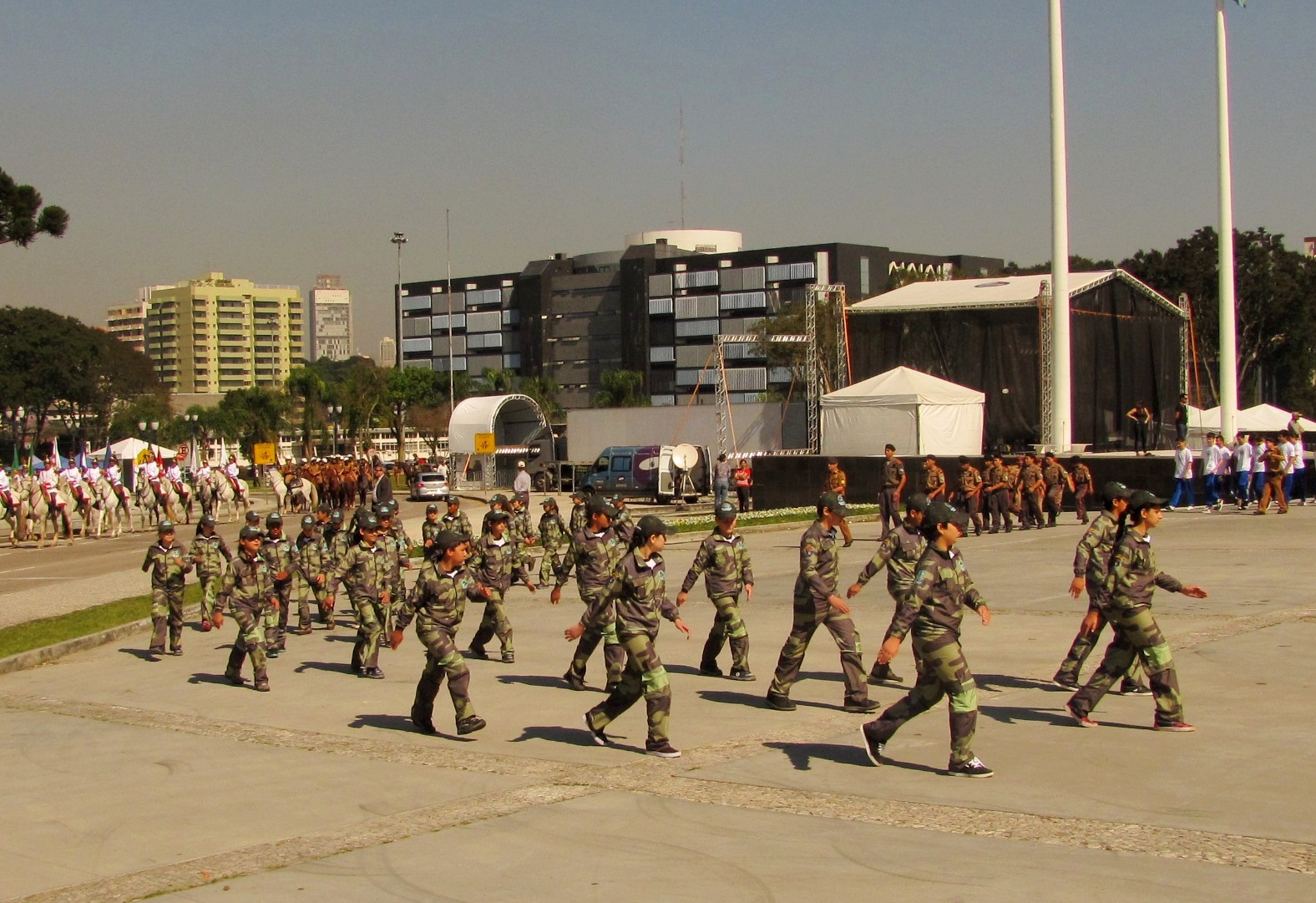
Desfile de Guardiões da Natureza.

O Projeto Força Verde Mirim é um trabalho da Polícia Ambiental, com o apoio dos demais órgãos públicos, junto à comunidade. Ele é um curso complementar às atividades escolares, ministrado durante todo o ano letivo, a crianças na faixa etária de 12 a 14 anos. Esse curso visa auxiliar na formação do caráter, da personalidade e da consciência ecológica do jovem; bem como instruir sobre a missão e objetivos do policiamento ambiental.

### Guardiões da Natureza
O Projeto Guardiões da Natureza procura conscientizar as crianças sobre a preservação ambiental e é voltado para crianças de dez a quatorze anos de escolas municipais que, através de convênio, participam de aulas de instrução prática e teórica de preservação do meio ambiente e ações de civismo.

### Equoterapia
A equoterapia é um método terapêutico e educacional que utiliza o cavalo dentro de uma abordagem interdisciplinar, nas áreas de saúde, educação e equitação; buscando o desenvolvimento biopsicossocial de pessoas com deficiências e/ou necessidades especiais. Na PMPR essa atividade se iniciou em 1996 e atualmente é exercida pelo Centro de Desenvolvimento e Pesquisas Soldado Josué Cipriano Diniz do Regimento de Polícia Montada.
O Centro é filiado à Associação Nacional de Desporto para Deficientes (ANDE) e todos os profissionais do CDP são policiais militares, com as seguintes especializações: fisioterapeuta, instrutor de equitação, hipoterapia e a equitação terapêutica.
Para ingresso no Centro é obrigatória a indicação médica, avaliação do fisioterapeuta policial militar, além da aceitação das regras do Centro; o qual possui regulamento que normatiza todas as questões que envolvem os profissionais, o tratamento, o praticante e seus responsáveis.

### Projeto Segurança Social
O Projeto Segurança Social consiste em construir a segurança pública através do esforço sincronizado entre as instituições públicas, o Estado, e as iniciativas privadas da própria comunidade, as ONGs. O objetivo é desenvolver socialmente as áreas de risco, visando a melhoria da qualidade de vida e proporcionando alternativas salutares de sobrevivência; através da cultura da paz e da melhoria das condições individuais e sociais da comunidade.
O projeto teve início em 22 de novembro de 2008, na Vila Osternack, em Curitiba; a qual era considerada como um dos bairros mais violentos da Capital do Paraná. Os resultados obtidos pela aplicação desse projeto vem despertando o interesse de muitas instituições, a ponto de ter sido objeto de estudos de uma comitiva de professores japoneses, vinculados à UNESCO.

## Missões de paz da ONU
O aumento de operações de paz pelas Nações Unidas veio acompanhado da necessidade de membros mais especializados e melhor treinados. Os primeiros policiais militares do Paraná a integrarem uma missão de paz da ONU atuaram como observadores policiais da UNPROFOR (United Nations Protection Force), durante a Guerra da Bósnia em 1993.
O objetivo da UNPROFOR era criar condições de paz e segurança necessárias à consecução de um acordo geral na Bósnia e Herzegovina. Essa missão é considerada uma das mais complexas missões desenvolvida pelas Nações Unidas, dadas as características peculiares do conflito. Desde então a corporação tem disponibilizado efetivo para diversas missões da ONU.
- Haiti

2011 - O Tenente Leandro de Azevedo assumiu a função de Supervisor Cinotécnico da MINUSTAH; atuando no combate ao tráfico de drogas ilícitas.
- Guiné Bissau

2011 - O Tenente Moisés Ceschin atuou como coordenador e instrutor no treinamento de policiais. E também auxiliou na implantação do policiamento comunitário; participando da inauguração da 1ª Esquadra Modelo de Polícia Comunitária.

2012 - Os capitães Claudio Prus (polícia militar) e Ícaro Gabriel Greinert (corpo de bombeiros) deram seguimento às atividades do 1º Tenente Moisés Ceschin.
2014 - Outros policiais militares da PMPR também encontram-se a serviço da ONU no Gabinete Integrado das Nações Unidas para a Consolidação da Paz na Guiné-Bissau (UNIOGBIS).
- Sudão do Sul

2012 - O Tenente Fabio Barros Nunes atuou como Diretor de Ensino no Estado de Bahr al-Ghazal Ocidental, onde iniciou o projeto de habilitação de aproximadamente 1500 policiais do Serviço Nacional de Polícia do Sudão do Sul. Nos mesmos moldes do PROAVANTE, desenvolvido na PMPR. Em um ano, divididos em turmas de 130 por mês, os policiais sul-sudaneses, outrora pertencentes ao exército que lutou pela libertação do país, receberiam instruções de policiais das Nações Unidas e Oficiais da Polícia Nacional do Sudão do Sul, visando o desenvolvimento de uma polícia democrática fundada no respeito aos direitos humanos. O Oficial paranaense também desenvolveu projetos na área de georreferenciamento das unidades policiais do estado em conjunto com o escritório de Geoprocessamento das Nações Unidas em Wau, com a finalidade de formar bases para a divisão de áreas de responsabilidade e do mapa criminal, direcionado pelo modelo existente no Estado do Paraná. Atuou também como oficial de operações, projetos e como instrutor da polícia local na cidade de Wau.

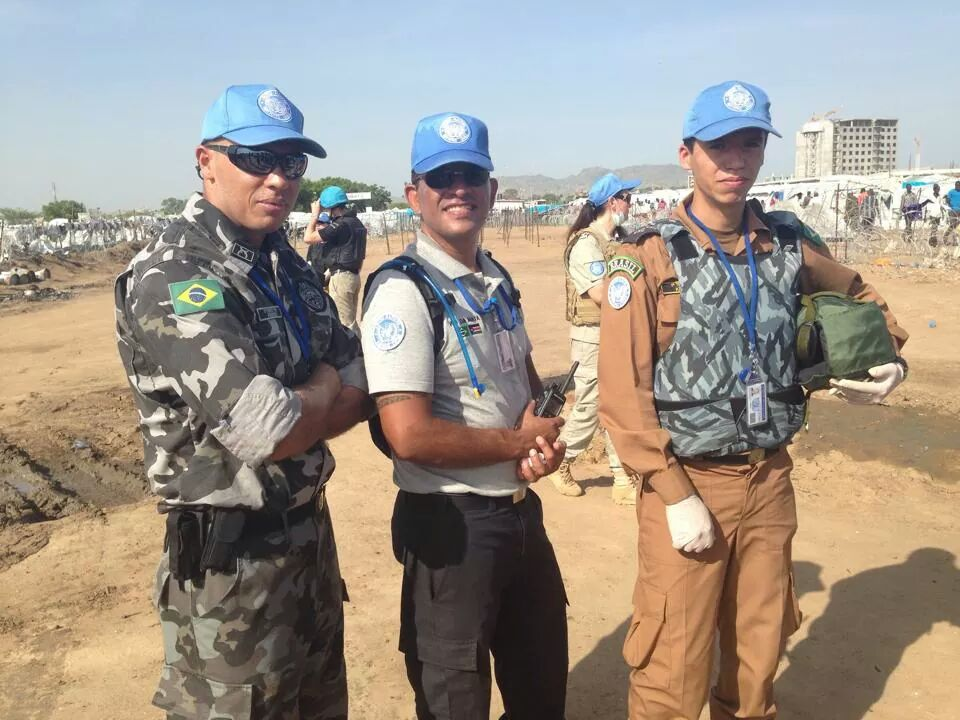
Policiais militares da PMPR e PMDF durante missão de paz no Sudão do Sul em 2014

2013 - O Tenente Juan Abreu coordenou a implantação do policiamento comunitário. No primeiro mês trabalhou no Gender Children Vulnerable People Protection (GCVPP), monitorando ocorrências envolvendo mulheres, crianças e vulneráveis, inclusive acompanhamento em prisões.
2014 - Os tenentes Anderson Pakuszewski e Rodrigo Kravetz de Oliveira assumiram as funções de Team Leader no CSB Pibor e Team Leader da patrulha no IDP Camp; exercendo apoio ao programa de distribuição de alimentos promovido pela agência WFP (World Food Program). A tarefa principal dos UNPOLs é de garantir a ordem no campo e a integridade das pessoas nos IDPs.
- Timor-Leste

2012 - O Tenente Alan Sacchelli desempenhou a função de Subcomandante do Distrito Policial (Deputy-District Commander) de Cova Lima, na cidade de Suai. Também participou da distribuição de cartilhas elaboradas pelo governo brasileiro para auxiliar na aprendizagem do idioma português.

## Ingresso na PMPR
O Centro de Recrutamento e Seleção (CRS) da Diretoria de Pessoal é o órgão responsável pelo desenvolvimento, acompanhamento e supervisão das atividades de seleção dos candidatos ao ingresso na Polícia Militar. O recompletamento e o aumento do efetivo da Polícia Militar ocorre por intermédio de autorização do Governador do Estado, mediante proposta do Comandante-geral. O recompletamento do efetivo é a atividade que se destina a preencher os claros decorrentes da evasão de pessoal, por motivos de exclusões a pedido e disciplinares, passagem para a reserva remunerada e não remunerada, reforma, falecimentos e transferências em razão de concursos públicos estaduais e aumento do efetivo previsto.
As formas de ingresso na PMPR ocorrem como oficial combatente, oficial não combatente e como soldado.

### Oficial combatente
O ingresso para o curso de formação de oficiais ocorre exclusivamente por intermédio de Concurso Público, atualmente realizado através de convênio firmado entre a Universidade Federal do Paraná e a Polícia Militar do Paraná. O Curso de Formação de Oficial Policial Militar (CFO/PM) e o Curso de Formação de Oficial Bombeiro Militar (CFO/BM) são cursos de nível superior (Graduação) e ambos são realizados na Academia Policial Militar do Guatupê; tendo duração de três anos, em regime de internato.

### Oficial não combatente
O ingresso como oficial não combatente ocorre por intermédio de Concurso Público de Provas e Títulos, visando preencher vagas de especialistas (médicos, dentistas, bioquímicos, veterinários, músicos, capelães, etc.). Após a aprovação no certame, o oficial-aluno é nomeado para o cargo de 1º Tenente e matriculado no Estágio de Adaptação de Oficiais, visando dotar o militar dos conhecimentos necessários à execução das atividades policiais militares.

### Soldado
O ingresso no cargo de soldado policial ou bombeiro militar se dá somente através de Concurso Público, após autorização governamental. Após ingressar como Soldado de 2ª Classe, o militar estadual é matriculado no Curso de Formação de Soldados (CFSd), composto por aulas teóricas e práticas e, ao final, considerado aprovado será promovido a Soldado de 1ª Classe.

### Requisitos necessários

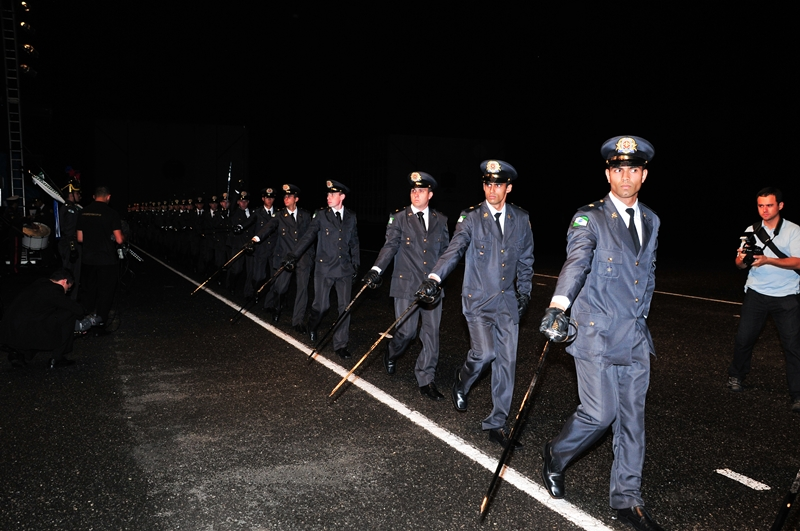
Formatura de aspirantes-a-oficial na APMG.

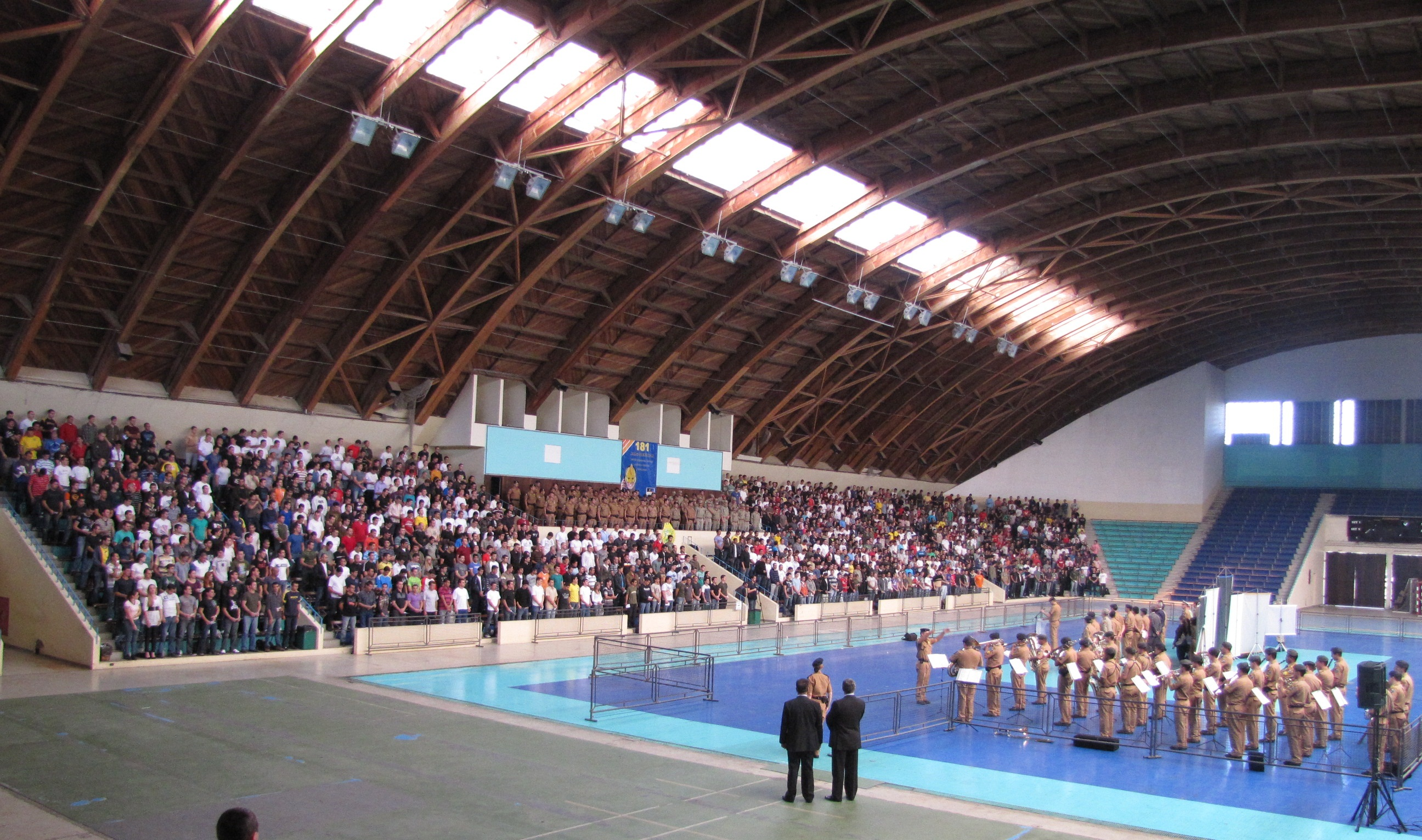
Recepção aos aprovados no Concurso 2010.

#### 1ª Fase
- 1 - Exame Intelectual;
- 2 - Exame de Capacidade Física - ECAFI;
- 3 - Exame de Sanidade Física – ESAFI;
- 4 - Avaliação Psicológica;
- 5 - Investigação Social.

#### 2ª Fase
| Oficial combatente: A, B, D, F, H, I, J, K, L e M     |
| Oficial não combatente: A, C, E, G, H, I, J, K, L e M |
| Soldado: A, B, D, F, H, I, J, K, L, M e N             |

- A - Ser brasileiro;
- B - Ter no máximo 30 anos de idade no ato da inscrição;
- C - Ter no máximo 40 anos de idade no ato da inscrição;
- D - Ter concluído o ensino médio;
- E - Ter concluído curso superior na área exigida;
- F - Aprovação em concurso público;
- G - Aprovação em concurso público de provas e títulos;
- H - Possuir capacidade física;
- I - Possuir sanidade física;
- J - Possuir aprovação em exame de adequação psicológica para o desempenho das funções institucionais, de caráter eliminatório e em conformidade com o perfil profissiográfico exigido do candidato, realizado de acordo com as normas do Conselho Federal de Psicologia;
- K - Ser considerado indicado nos testes toxicológicos;
- L - Possuir idoneidade moral;
- M - Estar quite com o serviço militar e obrigações eleitorais;
- N - Possuir Carteira Nacional de Habilitação, categoria “B”, no mínimo.